# Kane (đô vật)
Glenn Thomas Jacobs (sinh ngày 26 tháng 4 năm 1967) là một đô vật chuyên nghiệp , người bán bảo hiểm, chính trị gia, doanh nhân và diễn viên người Mỹ. Là người theo đảng Cộng hòa Jacobs đang là thị trưởng quận Knox, Tennessee. Trong đấu vật, ông làm việc cho WWE, được biết đến với tên trên võ đài là Kane. Jacobs bắt đầu sự nghiệp đấu vật chuyên nghiệp của ông ở independent circuit năm 1992. Ông đấu vật quảng cáo cho Smoky Mountain Wrestling (SMW) và United States Wrestling Association (USWA) trước khi gia nhập World Wrestling Federation (bây giờ là WWE) vào 1995. Jacobs vào vai nhiều nhân vật khác nhau cho tới năm 1997, khi ông được gắn với vai Kane, quái vật/hoặc người em trai khổng lồ của The Undertaker, người mà Jacobs sẽ có mối thù hoặc hợp thành nhóm The Brothers of Destruction.
Sau màn ra mắt, Kane là một thành phần quan trọng của Attitude Era của công ty vào cuối những năm 1990 và đầu những năm 2000, đánh bại Stone Cold Steve Austin cho danh hiệu WWF Championship trong sự kiện chính pay-per-view (PPV) đầu tiên của ông tại King of the Ring vào tháng 6 năm 1998. Ông tiếp tục thi đấu tại các trận đấu tranh chức vô địch thế giới tại PPV tới năm 2018 và đã xuất hiện tại nhiều sự kiện như vậy hơn bất cứ đô vật nào trong lịch sử WWF/E.
Kane đã giành tổng cộng 18 chức vô địch trong suốt sự nghiệp của ông tại WWF/E, bao gồm ba lần trở thành nhà vô địch thế giới (đã từng giữ WWF Championship, ECW Championship, và World Heavyweight Championship mỗi lần) và 12 lần trở thành nhà vô địch đồng đội thế giới, đã từng giữ WWF/E (World) Tag Team Championship, WCW Tag Team Championship, và WWE Tag Team Championships với các đối tác khác nhau. Ông cũng hai lần giữ đai WWE Intercontinental Champion và giành chiến thắng Money in the Bank 2010. Kane là người thứ ba giành giải WWE Grand Slam. Kane giữ kỷ lục loại đối thủ trong trận Royal Rumble nhiều nhất ở tuổi 44. Danh hiệu cuối cùng mà Kane giành được là WWE 24/7 Champion vào ngày 16 tháng 9 năm 2019, danh hiệu duy nhất giành được khi ông sử dụng tên thật. Đô vật kỳ cựu Ric Flair nói Kane là "đô vật tài giỏi nhất" trong khi Big Show gọi ông là "đô vật vĩ đại nhất từ trước đến nay".
Ngoài đấu vật, Jacobs đã tham gia nhiều vai khác mời trên truyền hình, bao gồm vai chính do WWE Studios sản xuất See No Evil năm 20076 và phần tiếp theo năm 2014. Ông cũng là người ủng hộ lâu năm cho nguyên nhân chính trị tự do. Vào tháng 3 năm 2017, Jacobs tuyên bố ông đang tranh cử chức trị trưởng Hạt Knox, Tennessee với tư cách thành viên Đảng Cộng hòa. Vào ngày 1 tháng 5 năm 2018, ông đắc cử trong cuộc bầu cử sơ bộ của Đảng Cộng hòa cho vị trí thị trưởng Hạt Knox, và ngày 2 tháng 8 tiếp tục giành chiến thắng trong cuộc tổng tuyển cử.

## Thời niên thiếu
Jacobs sinh ra tại Torrejón de Ardoz, Madrid, trong một gia đình Không quân Hoa Kỳ đóng quân tại Tây Ban Nha. Ông lớn lên tại St Louis, Missouri và học trung học ở Bowling Green, Missouri, nơi ông chơi bóng rổ và bóng đá xuất sắc.
Jacobs kiếm được chứng chỉ ở môn Văn học Anh tại Northeast Missouri State University, hiện là Đại học bang Truman, nơi ông chơi cả bóng rổ và bóng bầu dục. Jacobs chủ yếu là người Đức với gốc người Anh và Hà Lan.

## Sự nghiệp đấu vật chuyên nghiệp

### Khởi đầu sự nghiệp (1992–1995)
Trên võ đài, Jacobs được biết đến lần đầu tiên là Angus King khi ông ra mắt lần đầu tại nhà thi đấu St. Louis, Missouri cùng với CSWA được sở hữu và điều hành bởi người bạn thời thơ ấu của Jacobs là Mark Morton. Jacobs sau đó di chuyển tới phía nam bắt đầu đấu vật với tên Doomsday, xuất hiện ở United States Wrestling Association với tên The Christmas Creature và là Unabomb tại Smoky Mountain Wrestling, nơi ông giữ danh hiệu SMW Tag Team Championship với Al Snow trong một nhóm gọi là The Dynamic Duo. Trong suốt thời gian của ông tại United States Wrestling Association, Jacobs (khi là Doomsday) giữ đai USWA Heavyweight Championship. Jacobs cũng làm việc cho Pro Wrestling Fujiwara Gumi dưới tên thật của ông. Năm 1993, ông (dưới cái tên Bruiser Mastino) thua trận đấu duy nhất của ông cho danh hiệu World Championship Wrestling (WCW) trước Sting. Năm 1994 và 1995, Jacobs (với tư cách Doomsday) cũng thi đấu cho World Wrestling Council (WWC) ở Puerto Rico thù với Invader#1. Vào tháng 8 năm 1995, Jacobs (là Unabomb) thua đô vật The Undertaker từ World Wrestling Federation (WWF) tại SMW shows.

### World Wrestling Federation/Entertainment/WWE (1995-hiện tại)

#### Unabomb và Isaac Yankem, DDS (1995–1996)
Jacobs cạnh tranh trong lần đầu tiên của ông tại World Wrestling Federation (WWF) với tên Mike Unabomb vào ngày 20 tháng 2 năm 1995 tại buổi ghi hình Raw, đánh bại Reno Riggins trong trận đấu không được truyền hình. Ông tiếp tục đấu vật với tên Unabomb qua tháng 8.
Jacobs xuất hiện lần đầu trên truyền hình cùng với công ty với tên Isaac Yankem, DDS, nha sĩ tư của Jerry Lawler, trong hình minh họa vào ngày 26 tháng 6 năm 1995 tại show Raw. Đặt trọng tâm vào chiều cao và cân nặng hùng vĩ của Jacobs, Yankem được mô tả là nhân vật khổng lồ người mà Lawler đã thuê cho mục đích thoát khỏi WWF của kẻ thù lâu năm, Bret Hart. Lần ra mắt đầu tiên trên võ đài của nhân vật xảy ra tại buổi ghi hình Superstars vào ngày 15 tháng 8, nơi mà Jacobs để thua Hart bởi countout. Tại sự kiện SummerSlam của tháng đó, Yankem bị loại khi ông treo Hart bằng cách xoắn ông ta ở trên cao và buộc dây thừng vào giữa cổ ông ta. Ông để thua trước Hart trong trận đấu lồng thép tại main event vào ngày 16 tháng 10 tại show Raw, và cuối cùng trong trận đấu đồng đội đấu với Hart và Hakushi, trong đó ông đã hợp tác với Lawler, vào ngày 6 tháng 11 tại show này. Sau những bước chạy đà của ông với Hart, Sự cố gắng của Jacobs bị thu hẹp. Ông là một phần của nhóm không thành công tại trận đấu elimination tại Survivor Series của tháng 11. Ông tham gia trận đấu Royal Rumble 1996 vào tháng 1, nhưng phần còn lại của chạy trên truyền hình của Yankem qua tháng 4 được gửi như là jobber thành ngôi sao, bao gồm cả thất bại trước The Undertaker, Jake Roberts, Marc Mero và The Ultimate Warrior. Jacobs được sử dụng tại các series của live events tại Kuwait vào tháng 5, cũng như một tour tháng 9 của Nam Phi, sau đó Yankem gimmick đã giải nghệ.

#### Diesel (1996–1997)
Vào tháng 9 năm 1996, play-by-play xác nhận Jim Ross giới thiệu Jacobs là "Diesel", và Rick Bognar là "Razor Ramon", như là một phần của cốt truyện bị chỉ trích nặng nề chế giễu sự ra đi lần lượt của nhân viên cũ Kevin Nash và Scott Hall, trong khi cố gắng miêu tả Ross là một nhân viên bất mãn. Cặp đấu để thua trận đấu WWF Tag Team Championship trước người đang giữ danh hiệu Owen Hart and The British Bulldog tại In Your House 12: It's Time của tháng 12. "Diesel" và "Razor" xuất hiện lần cuối trên truyền hình tại 1997 Royal Rumble, nơi mà Jacobs là người tham gia thứ ba từ dưới lên. Ông tiếp tục làm việc live events không thường xuyên với vai "Diesel" cho tới tháng 4, khi mà WWF bắt đầu giới thiệu nhân vật Kane.

#### Nhân vật Kane và WWF Champion (1997–2000)
Tại sự kiện In Your House 14: Revenge of the 'Taker tháng 4 năm 1997, The Undertaker tung một quả cầu lửa vào mặt của người quản lý cũ, Paul Bearer, người đã không thành công trong việc cố gắng để hỗ trợ người được đỡ đầu của ông, Mankind để giành chiến thắng trong trận đấu WWF Championship của họ. Vào ngày 12 tháng 5 tại Raw, Mankind giới thiệu lại Bearer, với khuôn mặt bị băng bó nặng do vết bỏng mà The Undertaker đã gây ra. Chấn thương đã thúc đẩy Bearer cố gắng đoàn tụ với Undertaker sau thời gian dài thù địch với nhau, sử dụng tối hậu thư để tiết lộ "bí mật lớn nhất" của The Undertaker; trong cuộc phỏng vấn khó hiểu, Bearer ví ngọn lửa đã đốt cháy mặt ông với đám cháy đã xảy ra trong thời thơ ấu của The Undertaker. Khi Undertaker liên tục từ chối gắn kết với Bearer một lần nữa, Bearer bắt đầu hành hạ ông bằng việc nói với ông rằng người em trai thất lạc lâu năm của ông, Kane (sau này tiết lộ là con trai của Bearer và em trai cùng cha khác mẹ của the Undertaker), đã đến WWF để thách thức ông. Trong những tháng sau đó, Bearer ngụ ý rằng The Undertaker đã vô tình giết chết gia đình mình bằng việc tạo ra đám cháy tại nhà tang lễ của họ, với Kane là ngoại lệ, người đã rời thể xác và tinh thần bị ám ảnh bởi sự kiện này; Undertaker khẳng định rằng Kane, người mắc chứng cuồng phóng hỏa, là một trong những người tạo ra đám cháy và không thể nào sống sót (tuy nhiên, trong tháng 10 năm 1998, điều này được vạch trần là một sự dối trá khi Undertaker thú nhận đã đốt ngôi nhà, ngay trước khi gimmick 1999 của mình khi là "linh mục bóng tối" của The Ministry of Darkness).
Jacobs ra mắt lại với tên Kane tại Badd Blood: In Your House vào ngày 5 tháng 10 năm 1997, sử dụng chiêu Tombstone Piledriver đã đăng ký của The Undertaker để lấy đi chiến thắng của ông trong trận Hell in a Cell đầu tiên đấu với Shawn Michaels. Để phù hợp với quan điểm cho rằng Kane đã bị nứt nẻ do lửa – và để che giấu danh tính của Jacobs – nhân vật đeo mặt nạ, để tóc dài, và mặc trang phục võ đài đỏ và đen mà gần như bao phủ toàn bộ cơ thể của mình. Kane và The Undertaker thù với nhau qua năm kế tiếp, trong suốt thời gian lịch sử đối mặt với nhau của họ được giải nghĩa. Jacobs thắng trận đấu đầu tiên của ông khi là Kane trước Mankind tại Survivor Series. Trong tuần trước tại Raw, Kane đã tấn công ngẫu nhiên các đô vật khác bao gồm Ahmed Johnson, Road Warrior Hawk, The Hardy Boyz, Flash Funk, và Cactus Jack/Mankind's alter ego, Dude Love. The Undertaker ban đầu từ chối đối mặt với ông, nói rằng ông không muốn đánh nhau với "máu thịt" của mình. Sau khi hợp tác ngắn hạn, Kane phản bội "người anh" của mình khi ông đặt mình vào WWF Championship; ông can thiệp vào trận tranh danh hiệu của The Undertaker đấu với Shawn Michaels tại Royal Rumble; sau trận đấu, Kane khóa Undertaker ở trong casket và châm lửa đốt nó, mặc dù sau đó được tiết lộ rằng Undertaker đã quản lý để thoát khỏi casket mà không nhìn thấy được trước khi Kane đốt cháy nó. Điều này khiến The Undertaker trở lại để đối mặt với Kane tại WrestleMania XIV vào ngày 29 tháng 3, nơi mà Kane bị đánh bại bởi Undertaker sau ba cú Tombstone Piledrivers. Sau trận đấu Kane và Paul Bearer tấn công The Undertaker. Họ tiếp tục mối thù cho tới Unforgiven: In Your House vào ngày 26 tháng 4, khi The Undertaker đánh bại Kane trong trận Inferno match. Trong trận đấu này, Bearer cố gắng giúp Kane bằng cách tấn công Undertaker; tuy nhiên, tại một thời điểm của trận đấu, khi mà Kane rút lui vào hậu trường, Vader buộc Kane quay trở lại võ đài, và The Undertaker tấn công cả hai người bọn họ bằng cách nhảy qua những sợi dây thừng của võ đài bao quanh bởi lửa trước khi đốt cháy cánh tay phải của Kane. Trong vài tháng tới, Kane và The Undertaker tiếp tục mối thù, với nhiều chi tiết lịch sử của họ được tiết lộ trong quá trình.
Sau khi đánh bại The Undertaker để giành đai WWF Championship, Kane thắng danh hiệu WWF Championship tại King of the Ring pay-per-view, đánh bại Stone Cold Steve Austin trong trận First Blood match sau khi được giúp đỡ bởi "anh trai" của ông. Kane để mất lại danh hiệu này trước Austin vào đêm tiếp theo tại Raw. Ông lập một nhóm với Mankind, cùng với người đó mà ông đã giành WWF Tag Team Championship hai lần. Sau khi để mất danh hiệu và phản bội Mankind, Kane đã thành lập một nhóm ngắn hạn với "anh trai" của ông. Hai anh em cùng cha khác mẹ chiến đấu cho danh hiệu WWF Championship đang để trống tại Judgment Day: In Your House, trận đấu kết thúc bất phân thắng bại; trong suốt trận đấu, The Undertaker phản bội Kane cho Paul Bearer, cả hai cùng chuyển vai trong đó Kane chuyển sang vai tốt (face) và The Undertaker chuyển sang vai xấu (heel). Kane tham gia giải đấu "Deadly Games" cho danh hiệu WWF Championship tại Survivor Series, nhưng đã bị loại bởi Undertaker trong trận tứ kết. Tại Rock Bottom: In Your House, Kane đã can thiệp vào trận đấu Buried Alive giữa Austin và The Undertaker, tấn công Undertaker và làm ông mất trận đấu. Theo kết quả, The Corporation đã bắt Kane cam kết tới bệnh viện tâm thần.
Vào tháng 12 năm 1998, tuy nhiên, Kane gia nhập The Corporation để ở ngoài bệnh viện tâm thần. Ông bị phản bội sau đó bởi The Corporation và bị đuổi ra khỏi liên minh. Ngay sau đó, Kane thành lập một nhóm với X-Pac và có được một bạn gái, Tori. Trong khi hợp tác với X-Pac, Kane tiến triển từ việc không nói gì tới được giúp đỡ nói thông qua electrolarynx để nói không cần trợ giúp. Ông cũng trở thành cộng tác với D-Generation X (DX), bè phái trong đó X-Pac là một thành viên. Câu nó không cần trợ giúp đầu tiên của ông là khẩu hiệu của DX "suck it". Bộ đôi này đã giành được WWF Tag Team Championship hai lần. Nhóm đã bị tan rã khi X-Pac phản bội Kane và gia nhập lại DX. Kane và X-Pac sau đó tham gia vào một mối thù kéo dài với nhau, mà càng trầm trọng hơn vào đầu năm 2000, khi Tori phản bội Kane và gia nhập X-Pac và DX. Mối thù với người đồng đội cũ cuối cùng đã kết thúc tại WrestleMania 2000, nơi mà Kane hợp tác với Rikishi để đánh bại X-Pac và Road Dogg. Một thời gian ngắn sau WrestleMania, Kane bị một chấn thương ở tay khiến ông nghỉ thi đấu một tháng.

#### The Brothers of Destruction (1998-2002)
Kane chuyển sang vai tốt khi ông tái thành lập liên minh của ông với The Undertaker ngay trước Royal Rumble, ở đó ông thiết lập kỷ lục khi loại được 11 đô vật và là người về nhì, sau khi bị loại bởi Steve Austin. Đầu năm 2001, Kane cạnh tranh cho danh hiệu Hardcore Championship, đánh bại Raven đề giành danh hiệu tại WrestleMania X-Seven trong một trận đấu mà cũng đề cao Big Show. Kane và The Undertaker bắt đầu hợp tác tạo thành nhóm "Brothers of Destruction" và trong suốt quá trình của năm, họ thù với Edge và Christian, Rikishi và Haku, và The Two-Man Power Trip. Trong khi đang thù với The Two-Man Power Trip, Austin và Triple H bẻ tay trái của Kane. Tại Judgment Day, Kane đánh bại Triple H để giành danh hiệu WWF Intercontinental Championship. Ông trở thành Grand Slam Champion thứ ba, và trở thành người đầu tiên giành Grand Slam championship bằng việc giành các danh hiệu WWF, Intercontinental, Tag Team và Hardcore Championships. Ông để mất danh hiệu trước Albert tại một show SmackDown!, sau sự can thiệp từ Diamond Dallas Page.
Trong suốt The Invasion, Kane và The Undertaker thù với DDP và Chris Kanyon sau khi Page bắt đầu rình rập vợ của The Undertaker là Sara. Mối thù lên đến đỉnh điểm tại SummerSlam, khi Kane và The Undertaker đánh bại Page và Kanyon trong trận đấu lồng thép, kết quả là họ giữ cả hai đai WWF Tag Team và WCW Tag Team Championships. Kane và The Undertaker đánh bại KroniK tại Unforgiven, và cả hai tham gia trận đấu Winner-Takes-All match mười người tại Survivor Series với tư cách là thành viên của Team WWF chiến thắng.

#### Thống trị chức vô địch và bỏ mặt nạ (2002–2003)
Vào năm 2002, Kane bắt đầu mối thù nhỏ với Big Show, sau khi Kane tự tay loại bỏ anh ta tại Royal Rumble. Kane sau đó bắt đầu thù với Kurt Angle, người mà ông để thua tại WrestleMania X8. Vào ngày 25 tháng 3, WWF được chia thành hai brands, Raw và SmackDown!, với việc Kane được drafted sang Raw. Kane thù với New World Order cho tới khi bị rách bắp tay của mình. Kane trở lại WWE đã được đổi tên như là một phần của dàn sao Raw vào tháng 8 năm 2002, với chiếc mặt nạ nửa mặt mới.

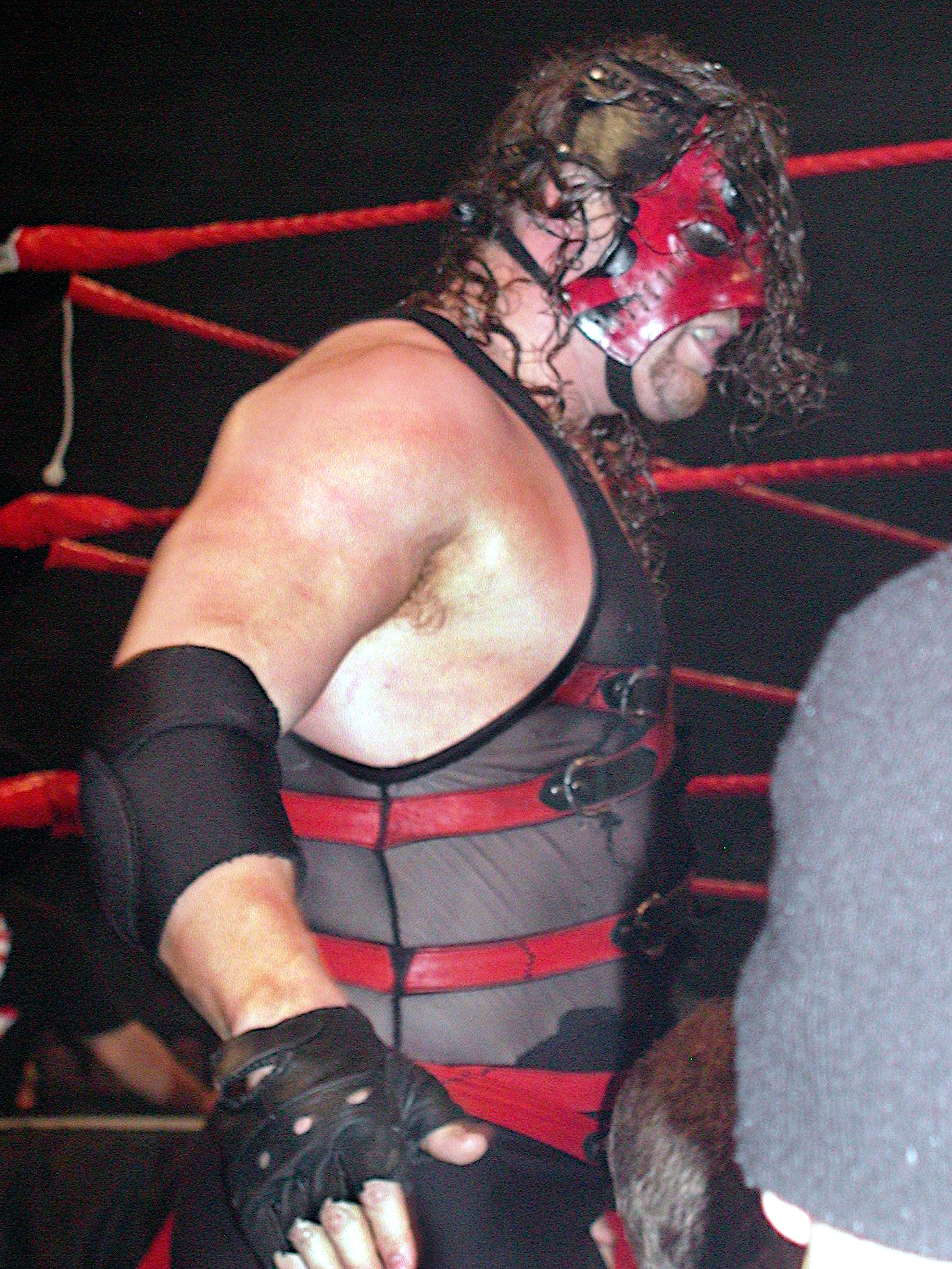
Kane năm 2003, đeo chiếc mặt che nửa mặt của ông hàng tuần trước khi ông bỏ nó tại Raw

Vào ngày 23 tháng 9 tại Raw, Kane giành World Tag Team Championship với The Hurricane sau khi đánh bại Lance Storm và Christian. Một tuần sau đó, Kane giành Intercontinental Championship từ Chris Jericho, bất chấp sự can thiệp từ Triple H và Ric Flair. Vào ngày 7 tháng 10, Kane một mình bảo vệ thành công danh hiệu World Tag Team Championship trong trận Tables, Ladders, and Chairs match bốn đội, khi The Hurricane sớm bị tấn công trong buổi tối bởi Triple H và Ric Flair và không thể tiếp tục cạnh tranh. Trận đấu này sau đó được đề cử là "Trận đấu của năm" 2002 của WWE. Họ giữ danh hiệu này cho tới ngày 14 tháng 10 tại Raw, nơi họ để thua trước Christian và Chris Jericho.
Vào tháng 10 năm 2002, Kane bắt đầu thù với Triple H, dẫn đến trận đấu tại No Mercy vào ngày 20 tháng 10 nơi mà danh hiệu Intercontinental Championship của Kane và World Heavyweight Championship của Triple H đều bị đe dọa. Trong những tuần trước trận đấu, Triple H cho rằng vài năm trước đó, Kane có một mối quan hệ không được đáp lại với một phụ nữ tên là Katie Vick. Ông còn tuyên bố rằng Vick đã bị giết chết trong một tai nạn xe hơi, Kane đã quan hệ tình dục với cô ấy. Triple H sau đó đe dọa sẽ tiết lộ cảnh quay video những hành động của Kane; tuy nhiên, những cảnh quay cuối cùng cũng được chiếu cho thấy Triple H (ăn mặc như Kane) giả vờ bắt chước quan hệ tình dục với một hình nộm trong một chiếc quan tài; Đồng đội của Kane là The Hurricane phản hồi trong tuần tiếp theo bằng việc chiếu video của Triple H (đúng hơn là ai đó đeo một loạt chiếc mặt nạ Triple H) đang bơm chất lỏng vào ruột. Kịch bản không được phổ biến với người hâm mộ, và được nhấn mạnh lại trước trận tranh danh hiệu. Triple H đánh bại Kane tại No Mercy, do Triple H và Flair chơi bẩn, giành cả hai danh hiệu.
Kane sau đó thành lập một nhóm với Rob Van Dam, bộ đôi cuối cùng cũng giành World Tag Team Championship. Sau khi họ để mất World Tag Team Championship trước La Résistance tại Bad Blood, Triple H đề nghị Kane cho một vị trí trong nhóm Evolution của ông. Đồng tổng giám đốc Raw là Stone Cold Steve Austin đề nghị Kane một cơ hội đối mặt với Triple H cho danh hiệu World Heavyweight Championship nếu ông từ chối lời đề nghị của H; tuy nhiên, đồng tổng giám đốc Eric Bischoff nhấn mạnh rằng nếu Kane thua trận, ông sẽ phải bỏ mặt nạ. Kane chấp nhận đề nghị của Austin và tiến tới thử thách Triple H trong tuần tiếp tại Madison Square Garden. Triple H giành chiến thắng sau sự can thiệp từ stablemates của mình, và vào ngày 23 tháng 6 năm 2003 tại Raw, Kane tháo bỏ mặt nạ của mình. Ông sau đó turned heel và chokeslamed đối tác Van Dam, và đánh bại anh ta tại SummerSlam. Việc bỏ mặt nạ làm cho Kane có những cảm xúc không ổn định, và trong một cuộc phỏng vấn với Jim Ross, Kane tấn công Ross và châm lửa đốt ông ta. Ông sau đó tấn công Linda McMahon trên sân khấu Raw. Hành động này đã gây ra một mối thù giữa Kane và Shane McMahon, con trai của Linda, với việc Kane đánh bại Shane trong trận đấu Last Man Standing tại Unforgiven và trận đấu xe cứu thương tại Survivor Series. Trong sự kiện sau đó, Kane cũng đã can thiệp vào trận đấu Buried Alive giữa Vince McMahon và The Undertaker, giúp McMahon chôn The Undertaker và thắng trận đấu. Tháng kế tiếp tại Armageddon, Kane thi đấu trong trận đấu tay ba cho danh hiệu World Heavyweight Championship đấu với Triple H và đương kim vô địch Bill Goldberg, trận đấu mà Triple H giành chiến thắng.

#### Cốt truyện với Lita (2004–2005)
Vào tháng 1 năm 2004, Kane tham gia trận đấu Royal Rumble. Ông bị loại khi nghe thấy tiếng chuông cất lên từ nhạc nền của The Undertaker, làm Kane mất tập trung và lo lắng và cho phép Booker T loại bỏ ông. Qua những tuần sau, Kane nhiều lần nhấn mạnh rằng The Undertaker đã "chết", chỉ có thể gặp được với những tình tiết huyền bí khác nhau như một trận mưa bão rơi xuống xung quanh võ đài nơi ông đứng. The Undertaker cuối cùng cũng trở lại tại WrestleMania XX với Paul Bearer ở bên mình, đánh bại Kane.

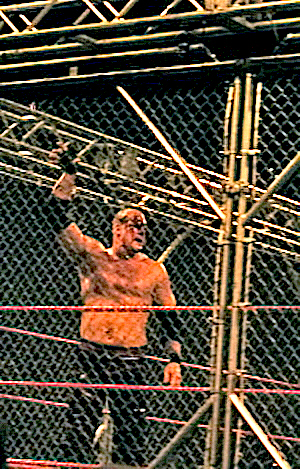
Kane bị chảy máu trong trận đấu lồng thép chống lại Edge

Sau thất bại của ông tại WrestleMania XX, Kane đem lòng yêu Lita, nhưng bị từ chối. Điều này dẫn đến việc ông bắt cóc Lita vào tháng 5 và hỏi cô một câu hỏi không rõ, mà cô đã đáp lại trong lời khẳng định cuối tháng đó. Trong cùng tối hôm đó, Kane thắng trận đấu battle royal mười hai người để giành đai World Heavyweight Championship trước Chris Benoit tại Bad Blood. Lita sau đó thông báo rằng cô đã mang thai, với Matt Hardy bạn trai sau đó của cô cả trên và không trên màn ảnh, ra vẻ ta đây rằng anh ta là cha của đứa trẻ. Ngày 21 tháng 6 tại Raw, Kane khẳng định rằng ông mới là cha. Vào tuần sau, Kane giải thích rằng ông đã làm Lita mang thai để tiếp tục nối dõi ông và chứng minh bằng một cuộc tấn công dã man vào Shawn Michaels vài tuần trước bằng cách tuyên bố rằng Michaels đã đứng trên con đường giành danh hiệu World Heavyweight Championship của ông. Để xoa dịu Kane, Tổng giám đốc Eric Bischoff đã cho Kane một trận tái đấu với Benoit, cho Benoit biết rằng anh chỉ có thể thắng bằng submission, trong khi Kane có thể giành danh hiệu bằng bất kỳ cách nào. Mặc dù làm chủ phần lớn trận đấu, Kane thất bại lần nữa trước Benoit. Sau trận đấu, Lita bước vào võ đài và hạ bộ Kane, người mà ban đầu định chokeslam cô để trả thù nhưng đã dừng lại khi ông nhận ra rằng cô ấy đang cố gắng buộc ông khiến cho cô ấy bị sẩy thai.
Kane và Matt Hardy đối mặt với nhau trong trận đấu "Till Death Do Us Part" tại SummerSlam, với việc Lita buộc phải cưới người chiến thắng. Kane đánh bại Hardy, và "kết hôn" với Lita vào ngày 23 tháng 8 tại Raw. Mặc dù ông bị tấn công bởi Hardy trong lễ cưới, ông đã đạt được thế thượng phong và cuối cùng chokeslammed Hardy xuống sân khấu (trong thực tế, Hardy cần thời gian nghỉ vì chấn thương đầu gối và sau đó là nhiễm tụ cầu khuẩn). Một tuần sau lễ cưới, Tổng giám đốc Eric Bischoff đưa cho Kane và Lita một món quà cưới là chọn bất kỳ trận đấu mà Kane muốn tại Unforgiven. Shawn Michaels (người bị Kane nghiền nát cổ họng) được lựa chọn và đánh bại Kane trong trận đấu no-disqualification tại pay-per-view này. Tối hôm sau, ngày 13 tháng 9 tại Raw, Kane vô tình ngã vào Lita trong trận đấu ra mắt của Gene Snitsky, người đã đánh ông ở phía sau bằng cái ghế thép, có vẻ khiến cho Lita bị sẩy thai. Kane turned face sau khi ông tìm cách trả thù Snitsky vì gây ra cái chết của đứa con của ông. Ông đã thua Snitsky trong trận đấu dây xích thép tại Taboo Tuesday, và ông đã ngồi ngoài trong vài tháng sau khi Snitsky ép thanh quản của ông bằng cái ghế sau trận đấu. Cuộc tấn công này lặp lại cốt truyện mà Kane "chấn thương" Michaels một cách cùng chính xác. "Chấn thương" này cho Kane thời gian để hoàn thành vai diễn của mình trong phim See No Evil. Kane trở lại vào tháng 1 năm 2005, đánh bại Snitsky tại New Year's Revolution. Sau WrestleMania 21, Kane và Lita hòa giải với nhau và bắt đầu làm mếch lòng đối thủ của Lita là Trish Stratus. Điều đó dẫn đến trận đấu giữa Kane và vệ sĩ được thuê Viscera) của Stratus tại Backlash mà chiến thắng thuộc về Kane.
Lita sau đó phản bội Kane và bắt đầu mối quan hệ trên màn ảnh với bạn trai ngoài đời tại thời điểm này là Edge, sau khi giúp Edge thắng Gold Rush Tournament Finals vào ngày 16 tháng 5 tại Raw bằng cách đưa cho anh chiếc cặp Money in the Bank của anh để đánh Kane. Điều đó dẫn đến mối thù giữa Kane và Edge. Kane vẫn có khả năng đánh bại Edge tại Vengeance, bất chấp sự can thiệp từ Snitsky. Mối thù kết thúc khi Edge đánh bại Kane trong trận đấu Stretcher vào ngày 25 tháng 7 tại Raw. Lòng trung thành của Lita với Edge là kết quả từ tình cảm ngoài đời thực của cặp đôi trong khi cô vẫn còn quan hệ tình cảm với Matt Hardy. Hardy sau đó được thuê lại và Kane bị loại bỏ khỏi kịch bản, với việc Matt và Edge có mối thù về Lita.

#### Hợp tác với Big Show và "May 19" (2005–2006)

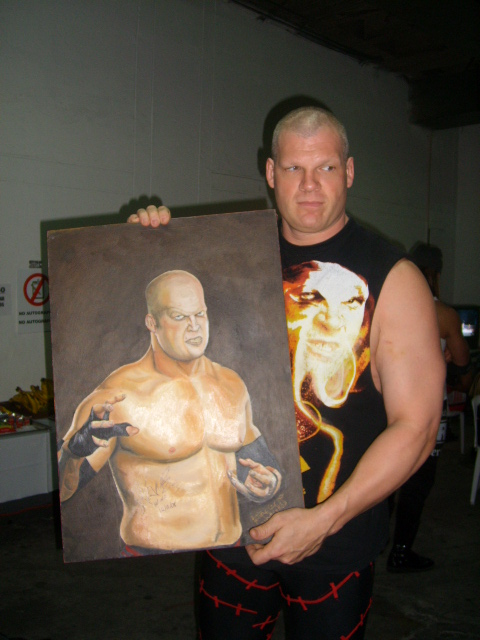
Kane với một bức chân dung mình được vẽ bởi người hâm mộ

Kane trở lại truyền hình WWE vào ngày 17 tháng 10 năm 2005, chiến thắng trận đấu battle royal 18 người. Như kết quả của chiến thắng của mình, ông, cùng với Big Show và Shawn Michaels, được đăng trong một thăm dò ý kiến trên Internet để quyết định ai sẽ nhận được một shot tại WWE Championship tại Taboo Tuesday. Ở trong tuần trước Taboo Tuesday, Kane và Big Show đã hợp tác với nhau nhiều lần. Michaels thắng cuộc thăm dò ý kiến, và Kane và Big Show hợp tác với nhau để đối mặt với Lance Cade và Trevor Murdoch, đánh bại họ để giành World Tag Team Championship. Bộ đôi này thành công trong việc giữ danh hiệu của họ trong suốt thời gian còn lại của năm 2005, trong thời gian đó họ tham gia vào một mối thù inter-promotional với các thành viên của nhãn hiệu SmackDown!. Ông và Big Show thù với Carlito và Chris Masters suốt đầu năm 2006, mà đỉnh cao là việc bảo vệ thành công danh hiệu tại WrestleMania 22 vào ngày 2 tháng 4. Buổi tối sau đó, Kane và the Big Show để mất World Tag Team Championship trước hai thành viên Kenny và Mikey của Spirit Squad. Một tuần sau, Kane và Big Show đối mặt với hai thành viên của Spirit Squad là Johnny và Nicky trong trận tái đấu cho danh hiệu, nhưng đã bị loại sau khi Kane "snapped", có vẻ là do "voices in his head".
Trong những tuần tiếp theo, Kane bắt đầu tấn công bất cứ ai đề cập đến ngày 19 tháng 5. Trong suốt trận đấu giữa Kane và Big Show tại Backlash, giọng nói của Kane bắt đầu vang vọng khắp nhà thi đấu và nói "May 19", "It's happening again" và "They're all going to know" để lại cho Kane sự mất bình tĩnh rõ ràng. Big Show sau đó tấn công Kane bằng một cái ghế, kết quả là no contest. Vào ngày 19 tháng 5, Kane xuất hiện ở SmackDown! như là đối thủ được chọn lọc kỹ lưỡng của John "Bradshaw" Layfield cho Rey Mysterio. Sau khi cả giọng nói đã nêu trên và video mặt nạ bắt đầu được phát, Kane chokeslammed cả Layfield và Mysterio trước khi rời võ đài. Tại show Raw tiếp theo, ông tuyên bố rằng ngày 19 tháng 5 là ngày mà mẹ của ông và gia đình nhận nuôi đã thiệt mạng trong một vụ cháy. Giọng nói đó tiếp tục vang lên vào ngày 29 tháng 5 tại Raw, khi Kane đã phải đối mặt với nguồn gốc của giọng nói, một kẻ mạo danh Kane (Drew Hankinson); đeo mặt nạ cũ và trang phục võ đài cũ của Kane, hắn chokeslammed Kane trong trận đấu giữa Shelton Benjamin cho danh hiệu Intercontinental Championship. Kane và kẻ giống mình tiếp tục đánh nhau trong những tuần tiếp theo, dẫn đến trận đấu giữa hai người được lên kế hoạch cho Vengeance, ở đó Kane thật để thua kẻ mạo danh. Vào ngày 26 tháng 6 tại Raw, Kane ném kẻ mạo danh ra khỏi nhà thi đấu và lột mặt nạ của hắn, rồi nói "I believe that this is mine" (Ta tin rằng đây là của ta). Kane đã vắng mặt trên truyền hình WWE trong hai tháng khi ông đi lưu diễn châu Âu để quảng cáo See No Evil. Kane trở lại tại SummerSlam, tấn công Umaga, người đã can thiệp vào trận đấu tag-team giữa D-Generation-X đấu với Mr. McMahon và Shane McMahon. Khi ông trở về, ông đối mặt với đối tác cũ của mình là Big Show cho danh hiệu ECW Championship trong một nỗ lực thất bại. Ngay sau đó, Kane tham gia vào một mối thù lớn với Umaga mà kết thúc vào ngày 9 tháng 10 trong trận đấu "Loser Leaves Raw" (Người thua sẽ rời Raw), mà Kane đã thua.

#### Chuyển đổi Brand và ECW Champion (2006–2009)

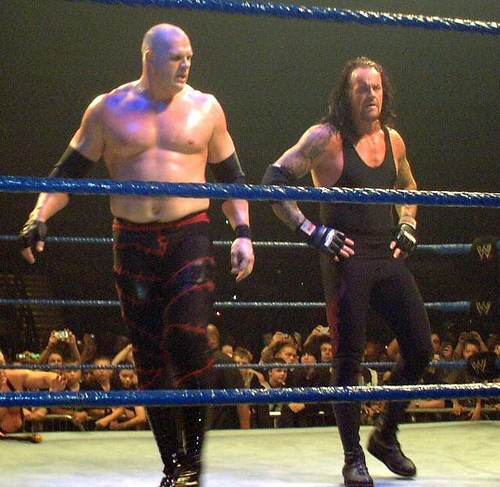
Kane tái hợp với The Undertaker khi ông trở lại SmackDown! năm 2007

VÀo ngày 13 tháng 10, Kane chuyển sang SmackDown! lần đầu tiên kể từ brand extension 2002. Ngày 3 tháng 11, Kane tái hợp với The Undertaker lập thành nhóm The Brothers of Destruction để đánh bại Montel Vontavious Porter (MVP) và Mr. Kennedy. Kane tiếp tục mối thù với MVP cạnh tranh trong một số trận đấu gimmick. Kết quả cuối cùng của sự thù hận là một trận đấu Inferno tại Armageddon; Kane thắng bằng cách châm lửa đốt MVP với kết quả là lần đốt cháy đầu tiên. Kane tiếp tục có trận đấu trong suốt một năm với MVP.
Tại show SmackDown! trước Royal Rumble, Kane đã tham gia vào trận đấu battle royal loại bỏ sáu người over-the-top-rope (ném đô vật qua sợi dây trên cùng của võ đài), với King Booker, MVP, The Miz, Chris Benoit và Finlay. Trận đấu kết thúc no contest khi The Undertaker can thiệp sau khi Kane bị loại và bị trừng phạt bởi các đối thủ còn lại. Tại Royal Rumble, Kane đã loại King Booker, nhưng Booker quay lại võ đài và loại Kane. Một vài tuần sau tại SmackDown!, trong khi đang nhận chìa khóa để tới thành phố ở quê nhà Houston của mình, Booker bị tấn công bởi Kane và bắt đầu mối thù giữa hai người. Tại No Way Out, Kane đánh bại King Booker. Vào ngày 23 tháng 2, Kane để thua trước King Booker trong trận đấu Falls Count Anywhere Money in the Bank Qualifying sau sự can thiệp từ The Great Khali, làm dấy lên mối thù giữa hai người. Trước khi tới WrestleMania 23, Kane bắt đầu đi bộ xung quanh với một cái móc, tương tự như cái móc ông sử dụng khi thủ vai Jacob Goodnight trong bộ phim See No Evil. Tại sự kiện này, Kane bị đánh bại bởi Khali. Trong trận đấu, trong sự kính trọng dành cho Hulk Hogan đả kích gay gắt André the Giant 20 năm trước tại WrestleMania III, Kane chọn Khali cho lần đầu tiên và ném cơ thể anh ta xuống dưới thảm. Sau WrestleMania, ông bắt đầu thù với William Regal và Dave Taylor. The Boogeyman sau đó tham gia vào mối thù, hợp tác với Kane. Vào ngày 4 tháng 5 tại SmackDown!, Kane thi đấu trong trận đấu chọn ra ứng cử viên số một cho danh hiệu United States Championship được giữ bởi MVP. Kane thất bại do sự can thiệp bởi Regal và Taylor. Vào ngày 25 tháng 5 tại SmackDown!, Kane thi đấu trong trận fatal four-way tìm ra ứng cử viên số một cho danh hiệu World Heavyweight Championship mà chiến thắng thuộc về Batista. Kane sau đó tham gia vào một mối thù ngắn với Mark Henry. Kane bị đánh bại bởi Henry trong trận Lumberjack match tại One Night Stand do sự can thiệp từ lumberjacks Kenny Dykstra và Chavo Guerrero và sau đó mất một thời gian gián đoạn ngắn.
Vào ngày 6 tháng 7 tại SmackDown!, Tổng giám đốc Theodore Long thông báo rằng Kane sẽ phải đối mặt với Edge cho danh hiệu World Heavyweight Championship tại The Great American Bash. Sau khi Edge bị tấn công và bị thương bởi Kane và danh hiệu đã bị bỏ trống, Batista đối mặt với Kane trong trận đấu tìm ứng cử viên số một. Trong trận đấu, World Heavyweight Champion mới The Great Khali đã can thiệp bằng cách tấn công Batista; trận đấu theo luật là no contest và cả hai người theo luật là ứng cả viên số một, và được lên kế hoạch để đối mặt với Batista trong trận đấu tay ba tại Great American Bash. Khali giữ danh hiệu sau khi pin Kane để giành chiến thắng. Kane sau đó hợp tác với Batista vào ngày 18 tháng 8 tập của Saturday Night's Main Event để đánh bại Khali và Finlay. Kane sau đó tham gia vào một cốt truyện với Finlay, điều đó dẫn đến trận đấu tại SummerSlam, mà Kane giành chiến thắng sau khi chokeslam Finlay. Họ tiếp tục thù nhau tại SmackDown, trong đó bao gồm việc Kane thua trước Finlay và Kane trong vòng đấu tìm ứng cử viên số một sau sự can thiệp từ Hornswoggle.

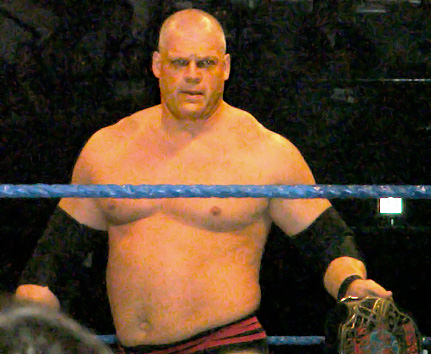
Kane là ECW Champion năm 2008

Sau đó ông xuất hiện vào ngày 16 tháng 10 tại ECW với vai trò là đối tác hand-chosen của ECW Champion CM Punk, giúp anh ta đánh bại John Morrison, The Miz, và Big Daddy V trong trận đấu hai chấp ba. Để trả đũa, Big Daddy V tấn công Kane tại SmackDown ngày 19 tháng 10, gây ra mối thù giữa hai người. Cả hai tiếp tục chiến đấu trong những tuần sau. Kane được bầu chọn để đối mặt với đương kim vô địch MVP cho danh hiệu United States Championship của anh ta tại Cyber Sunday, trong đó Kane thắng bằng countout và do đó không giành danh hiệu. Sau đó, ông tiếp tục thù với Big Daddy V, với việc cả hai kết thúc ở đội đối diện tại Survivor Series, nơi mà đội của Kane giành chiến thắng. Big Daddy V cuối cùng bắt đầu hợp nhóm với Mark Henry, trong khi Kane hợp nhóm với CM Punk. Mối thù kết thúc tại Armageddon, nơi mà Kane và Punk thua Big Daddy V và Henry sau khi Big Daddy V pin CM Punk.
Trong trận battle royal trước WrestleMania XXIV, Kane thắng sau khi loại bỏ đối thủ cũ Mark Henry vào cuối cùng, kiếm được trận đấu cho danh hiệu ECW Championship đấu với Chavo Guerrero sau tối hôm đó. Kane đánh bại Guerrero trong trận đấu WrestleMania nhanh nhất bao giờ hết với kỷ lục được thiết lập là mười một giây để giành danh hiệu ECW Championship. Ngay sau khi giành chức vô địch, Kane chính thức gia nhập dàn sao ECW. Tại Backlash, Kane bảo vệ thành công danh hiệu ECW Championship trước Guerrero. Sau đó ông tiếp tục hợp tác với CM Punk để kiếm trận đấu tranh đai WWE Tag Team Championship tại Judgment Day, trong đó bộ đôi không thắng. Là một phần của 2008 WWE Draft, Kane chuyển sang nhãn hiệu Raw, biến danh hiệu ECW Championship độc quyền cho Raw. Kane để mất danh hiệu ECW Championship trước Mark Henry tại Night of Champions trong trận đấu tay ba mà Big Show cũng tham gia.
Vào ngày 7 tháng 7 tại Raw, Kane bị từ chối một trận đấu World Heavyweight Championship tại The Great American Bash dẫn đến việc ông tấn công các bình luận viên Michael Cole và Jerry Lawler và turn heel trong quá trình. Tại The Great American Bash, Kane can thiệp và tấn công cả nhà vô địch CM Punk và đối thủ Batista. Vào tháng 9 năm 2008, Kane bắt đầu mối thù với Rey Mysterio mà kéo dài qua Survivor Series. Ngày 2 tháng 3 tại Raw, Kane pinned Mike Knox trong trận đấu tay ba, cũng liên quan đến Rey Mysterio, để kiếm một vị trí trong trận Money in the Bank ladder match tại WrestleMania XXV, trận đấu mà chiến thắng cuối cùng thuộc về CM Punk. Trong 2009 draft Kane đánh bại Brian Kendrick cho draft pick và, cuối buổi tối hôm đó, được drafted trở lại SmackDown. Do đó, Kane thù với CM Punk và đánh bại anh ta để cap it off tại Backlash. Sau đó ông nghỉ để du lịch Ấn Độ và cũng chữa lành chấn thương, trở lại tại The Bash để hỗ trợ Dolph Ziggler trong trận đấu của anh với The Great Khali bằng cách đánh Khali với một cái ghế thép, cho phép Ziggler chiến thắng. Điều này dẫn đến mối thù với Khali, người mà ông đánh bại tại SummerSlam và tại trận đấu Singapore Cane tại Breaking Point. Cùng với Chris Jericho, Kane là đồng đội - đội trưởng cho chiến thắng của Team SmackDown tại Bragging Rights. Kane sau đó thách thức không thành công Jericho trong trận đấu tìm ứng cử viên số một cho một cơ hội đối mặt với World Heavyweight Champion The Undertaker và Big Show trong trận đấu tay ba tại Survivor Series.

#### World Heavyweight Champion (2010–2011)

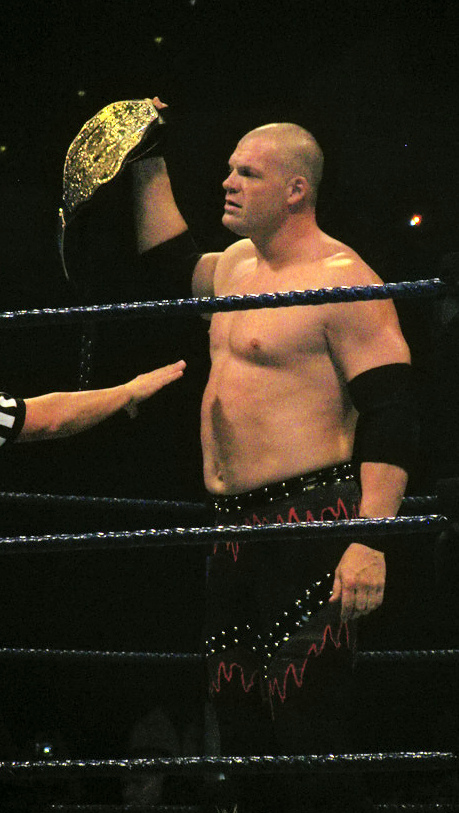
Kane là World Heavyweight Champion vào tháng 7 năm 2010

Vào năm 2010, tại WrestleMania XXVI trong trận Money in the Bank ladder match, Kane không thành công trong việc giành chiếc cặp khi Jack Swagger đã lấy nó. Trong vài tháng tiếp theo, Kane tham gia vào vài trận đấu đơn lẻ tẻ tại SmackDown, bao gồm cả thất bại trước CM Punk vào tháng 5 trong trận đấu vòng loại cho trận đấu tranh đai World Heavyweight Championship tại sự kiện Fatal 4-Way pay-per-view. Vào ngày 4 tháng 6 tại SmackDown, Kane nói rằng ông đã tìm thấy người anh trai của mình The Undertaker trong "tình trạng thực vật" trên khắp Memorial Day vào cuối tuần và thề sẽ trả thù bất cứ ai chịu trách nhiệm. Do chấn thương của The Undertaker, một trận đấu battle royal được tổ chức để xác định người thay thế ông cho trận Fatal 4-Way, trong đó Rey Mysterio thắng sau khi loại Kane.
Kane tham gia trận Money in the Bank ladder match thứ tư của ông tại pay-per-view cùng tên đầu tiên. Ông thắng trận đấu, và cashed in hợp đồng Money in the Bank của ông sau đó ở buổi tối đó và đánh bại Rey Mysterio (người vừa mới đánh bại Jack Swagger) để giành World Heavyweight Championship, do đó biến Kane trở thành đô vật đầu tiên trong lịch sử WWE giành WWE Championship, ECW Championship, và World Heavyweight Championship. Ông trở thành đô vật đầu tiên cash in hợp đồng Money in the Bank cùng một buổi tối sau khi chiến thắng. Tại show SmackDown tiếp theo vào ngày 23 tháng 7, Kane buộc tội Mysterio vì đặt The Undertaker trong tình trạng thực vật; Mysterio phản đối cáo buộc trên, tuyên bố rằng Kane chính là thủ phạm. Tại SummerSlam, Kane giữ lại World Heavyweight Championship trước Mysterio, và sau trận đấu của họ, The Undertaker xuất hiện. Kane bị tiết lộ là kẻ tấn công The Undertaker, châm ngòi cho mối thù của họ. Ông thành công trong việc bảo vệ danh hiệu World Heavyweight Championship trước The Undertaker, trong trận đấu No Holds Barred tại Night of Champions. Tại show SmackDown sau đó, một chiếc quan tài được đưa vào phía bên cạnh võ đài bởi druids để lộ sự trở lại của Paul Bearer, hỗ trợ The Undertaker. Tại Hell in a Cell, Bearer phản bội The Undertaker, và trở thành đồng minh với Kane, người đã giữ lại World Heavyweight Championship với sự giúp đỡ từ Bearer. Tại Bragging Rights, Kane đánh bại Undertaker trong trận đấu Buried Alive để giữ danh hiệu một lần nữa sau sự giúp đỡ từ The Nexus, kết thúc mối thù của họ. Kane sau đó khơi dậy mối thù của ông với Edge, người mà vào ngày 28 tháng 10 tại SmackDown, được nêu tên trong thử thách mới cho danh hiệu World Heavyweight Championship của Kane tại Survivor Series. Vào ngày 12 tháng 11 tại SmackDown, Edge bắt cóc Bearer và bắt đầu chơi trò chơi tâm lý với Kane, cố gắng làm tổn hại tâm lý của ông trước trận đấu tranh đai của họ. Tại Survivor Series, Kane giữ lại danh hiệu của ông sau khi trọng tài quyết định trận đấu hòa do cả hai người pin nhau cùng một lúc. Vì Edge còn giam giữ Bearer, Kane đồng ý một trận trận tái đấu tại pay-per-view tiếp theo. Vào ngày 3 tháng 12, Edge đánh bại Kane trong trận đấu không tranh đai để giành quyền quyết định điều kiện cho trận đấu tranh đai; Edge chọn trận đấu Tables, Ladders and Chairs match. Tuần sau đó, Kane vô tình làm chấn thương Bearer, tin rằng đó là một trò chơi khăm của Edge, và Bearer đã bị đẩy ra khỏi cốt truyện. Tại TLC: Tables, Ladders and Chairs, Kane để mất chức vô địch trước Edge, trong trận đấu four-way Tables, Ladders and Chairs, cũng liên quan đến Mysterio và Alberto Del Rio. Kane nhận được trận tái đấu cho danh hiệu World Heavyweight Championship vào ngày 7 tháng 1 năm 2011 tại SmackDown trong trận đấu Last Man Standing, nhưng không thành công.
Kane thi đấu trong trận đấu Royal Rumble 2011, trận đấu Royal Rumble lớn nhất trong lịch sử, là người thứ 40 và cuối cùng vào trận đấu, nhưng đã bị loại bởi. Kane tham gia trận đấu 2011 Elimination Chamber, loại Drew McIntyre và Big Show trước khi bị loại bởi Edge. Tháng sau đó, Kane tái ngộ với Big Show chống lại một kẻ thù chung là The Corre và họ turn face. Kane và Big Show thách thức họ cho danh hiệu tag team và bảo vệ các đô vật khác khỏi sự tấn công của họ. Tại WrestleMania XXVII, Big Show và Kane hợp tác với Santino Marella và Kofi Kingston để đánh bại The Corre. Tuần tiếp theo, một trận tái đấu được diễn ra, hai trong ba người phạm luật, đội của Kane giành chiến thắng. vào ngày 22 tháng 4 tại SmackDown, bộ đôi đánh bại thành viên của Corre là Justin Gabriel và Heath Slater để giành WWE Tag Team Championship, chức vô địch thứ hai của họ khi là một đội. Big Show và Kane sau đó bắt đầu thù với New Nexus. Sau khi bảo vệ danh hiệu trước CM Punk và Mason Ryan tại Over the Limit, Kane và Big Show để mất chức vô địch trước Michael McGillicutty và David Otunga vào ngày sau đó tại Raw. Nhóm này giải tán sau trận đấu, khi Big Show bị chấn thương. Kane tham gia trận Money in the Bank ladder match của SmackDown lần thứ hai hàng năm nhưng chiến thắng thuộc về Daniel Bryan. Ngày 22 tháng 7 tại SmackDown, Kane bị tấn công bởi Mark Henry, người đã làm chấn thương chân của ông với cái ghế thép. WWE báo cáo cuộc tấn công đã làm gãy xương mác của Kane, có khả năng ông sẽ phải nghỉ năm tháng.

#### Đeo mặt nạ trở lại và Team Hell No (2011–2013)

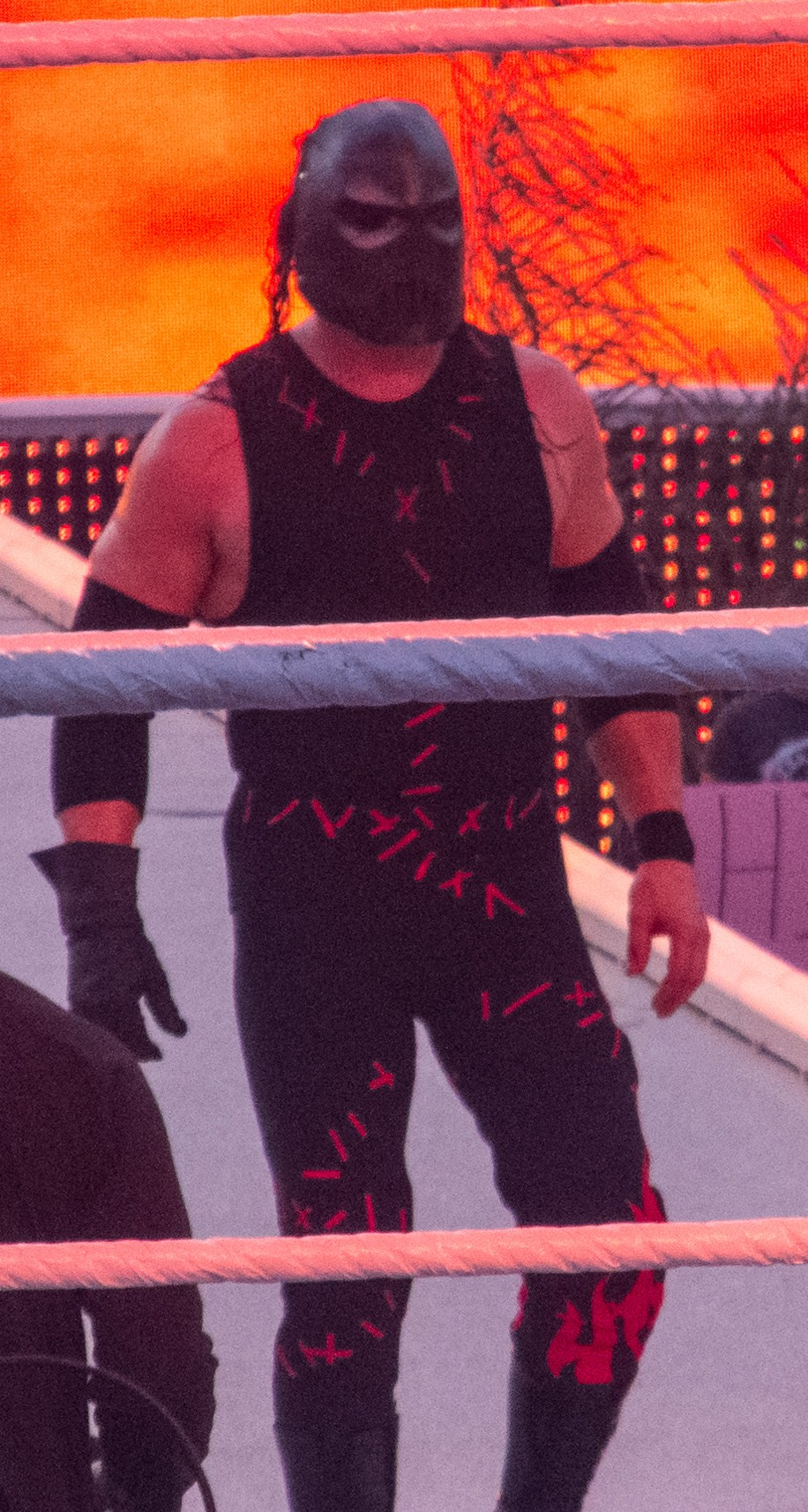
Kane năm 2012, đang chào sân tại WrestleMania XXVIII, đeo mặt nạ kim loại trên mặt nạ đỏ của mình

Bắt đầu từ tháng 11 năm 2011, WWE bắt đầu chiếu hình minh họa mô tả Kane và chiếc mặt nạ đỏ đang cháy, và kết thúc với cụm từ Kane Resurrected xuất hiện trên màn ảnh. Kane trở lại vào ngày 12 tháng 12 tại Raw đe mặt nạ kim loại và trang phục võ đài mới lấy cảm hứng từ các vết rạch của một cơ thể con người sau khi chết sau khi khám nghiệm tử thi. Ông gián đoạn trận đấu tâm điểm giữa Mark Henry và John Cena, tấn công Cena trước khi bỏ mặt nạ kim loại để lộ ra mặt nạ màu đỏ mới và turn heel một lần nữa. Kane tiếp tục tấn công Cena trong những tuần tiếp theo, tuyên bố rằng ông muốn Cena phải "ôm hận thù" từ những người gièm pha của Cena, thay vì cố gắng "vượt lên trên hận thù", giống như tuyên bố trên chiếc áo thun của Cena. Kane cũng tấn công và làm chấn thương đồng minh của Cena là Zack Ryder. Kane và John Cena chiến đấu kết thúc bằng double countout tại Royal Rumble. Vào ngày 19 tháng 2 tại Elimination Chamber, Cena đánh bại Kane trong trận đấu Xe cứu thương để kết thúc mối thù. Vào tháng 3, Kane bắt đầu mối thù với Randy Orton bằng cách tấn công anh ta. Kane sau đó giải thích rằng ông cần cảm thấy giống một con quái vật một lần nữa, và tin tưởng rằng việc đánh bại Orton sẽ cho phép ông làm điều đó. Orton đã trả đũa trong những tuần tiếp theo, dẫn tới trận đấu tại WrestleMania XXVIII, trong đó Kane giành chiến thắng. Trong trận tái đấu tại show SmackDown kế tiếp, Orton đánh bại Kane trong trận đấu No Disqualification. Sau khi Kane tấn công Orton và cha của anh, "Cowboy" Bob Orton, cặp đôi đối mặt nhau tại Extreme Rules, trong trận đấu Falls Count Anywhere, mà Orton thắng bằng việc sử dụng một cái ghế thép.
Kane sau đó tham gia vào mối thù tay ba với WWE Champion CM Punk và Daniel Bryan sau khi Bryan can thiệp vào trận đấu không tranh đai giữa Kane và Punk để dàn xếp cho Punk tấn công Kane với cái ghế thép. Vào ngày 1 tháng 6 tại SmackDown, một trận tranh đai WWE Championship giữa Kane và Punk kết thúc trong double disqualification sau khi Bryan tấn công cả hai người. Trong khi đó, bạn gái cũ bị bỏ rơi của Bryan là AJ dành tình cảm của cô cho cả Punk và Kane. Mối thù lên đến đỉnh điểm trong trận đấu tay ba tại No Way Out, nơi mà Punk giữ danh hiệu WWE Championship sau khi AJ làm phân tâm Kane. Tại Raw 1000, Kane turn face, khi ông được bảo vệ bởi người anh trai của ông The Undertaker trước sự tấn công bởi Jinder Mahal, Drew McIntyre, Tyler Reks, Curt Hawkins, Hunico và Camacho. Tại SummerSlam, Kane bị đánh bại bởi Bryan.

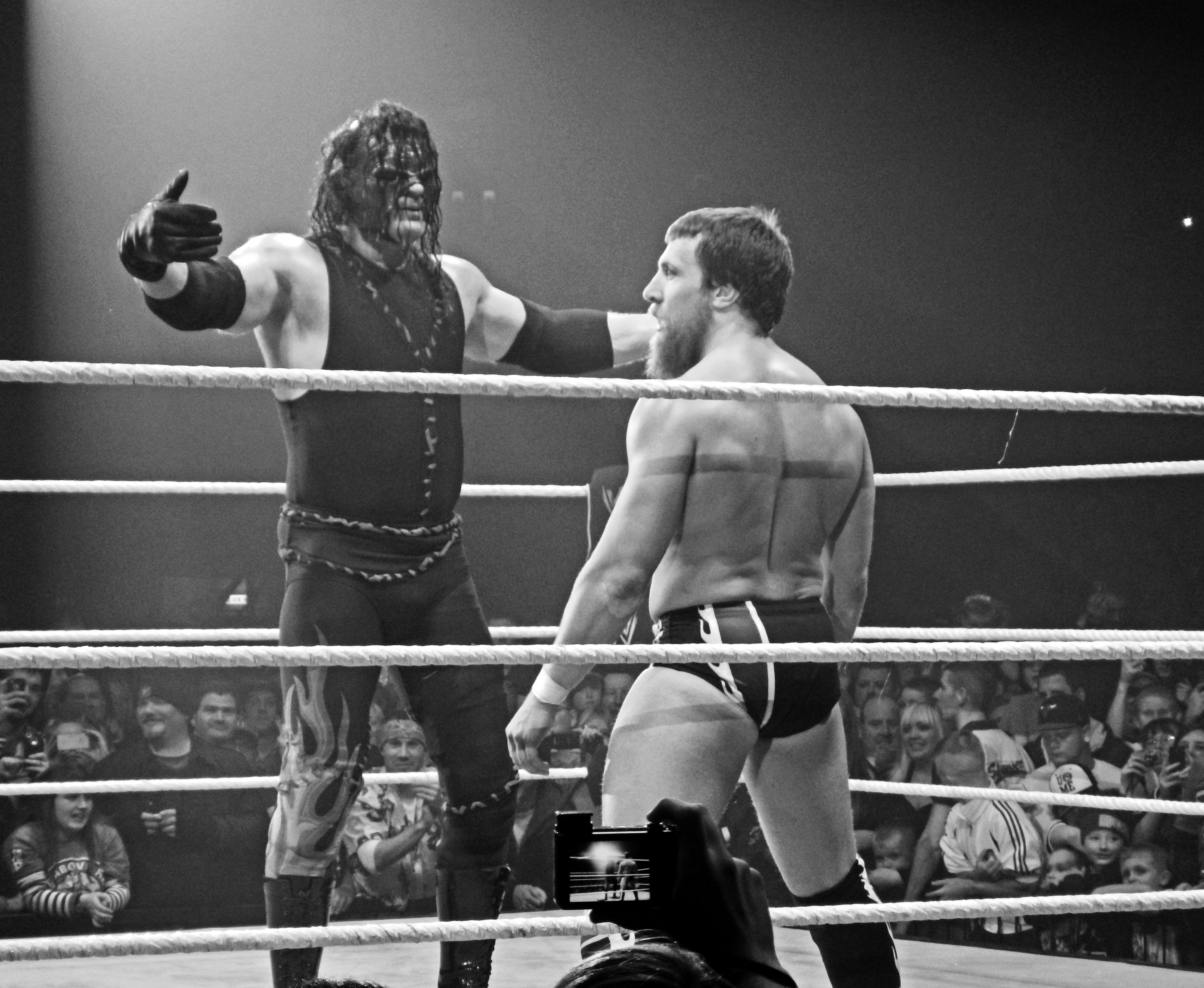
Kane đề nghị "hug it out" với Bryan

Do kết quả của các vấn đề của Bryan và Kane, AJ đăng ký cho họ một lớp học anger management được tổ chức bởi Dr. Shelby sau đó họa bị buộc canh tranh trong trận đấu "Hug it Out". TỪ sự sắp xếp của Dr. Shelby và AJ, hai đối thủ thành lập một nhóm có đấu đá nội bộ liên tục trong các trận đấu vô tình dẫn đến việc họ đánh bại The Prime Time Players (Titus O'Neil và Darren Young) để trở thành ứng cử viên số một cho danh hiệu WWE Tag Team Championship, và đánh bại nhà vô địch Kofi Kingston và R-Truth để giành danh hiệu tại Night of Champions. Kane và Bryan lần đầu tiên bảo vệ thành công danh hiệu của họ vào đêm tiếp theo tại Raw, đánh bại cựu vô địch trong trận tái đấu. Tuần tiếp theo tại Raw, "Team Hell No" được lựa chọn là tên nhóm chính thức thông qua cuộc thăm dò ý kiến trên Twitter. Team Hell No tham gia vào mối thù với Team Rhodes Scholars (Cody Rhodes và Damien Sandow), vả bảo vệ thành công chức vô địch trước bọn họ nhiều lần. Vào ngày 26 tháng 11 tại Raw, cả Kane và Bryan bị hành hung bởi The Shield (Seth Rollins, Dean Ambrose, và Roman Reigns). Team Hell No liên minh với Ryback để đối mặt với The Shield, nhưng thất bại trong trận đấu Tables, Ladders, và Chairs tại TLC: Tables, Ladders and Chairs. Xa hơn nữa là bảo vệ thành công chức vô địch trước Team Rhodes Scholars và 3MB (Drew McIntyre và Heath Slater) sau đó trong suốt tháng 12 năm 2012 và tháng 1 năm 2013. Vào ngày 11 tháng 2 tại Raw, Kane đánh bại Dolph Ziggler để kiếm được vị trí cuồi cùng trong trận đấu Elimination Chamber tìm ứng cử viên số một cho danh hiệu World Heavyweight Championship, nhưng là người thứ hai bị loại khỏi trận đấu tại Elimination Chamber pay-per-view. Vào ngày 7 tháng 4 WrestleMania 29, Team Hell No đánh bại Dolph Ziggler và Big E Langston để bảo vệ thành công danh hiệu. Sau WrestleMania, Team Hell No nhen nhóm sự kình địch của họ với The Shield sau khi họ bảo vệ The Undertaker khỏi The Shield. Vào ngày 22 tháng 4 tại Raw, Team Hell No và The Undertaker bị đánh bại bởi Shield trong trận tag team sáu người. Kane và Bryan phải đối mặt với các thành viên của các băng nhóm trong cả hình thức đấu tag team và đấu đơn, nhưng chủ yếu đều không thành công. Vào ngày 19 tháng 5 tại Extreme Rules, Kane và Bryan để mất WWE Tag Team Championship trước các thành viên của Shield là Seth Rollins và Roman Reigns, kết thúc sự thống trị của họ trong 245 ngày. Team Hell No thua trận tái đấu của họ trước Reigns và Rollins vào ngày 27 tháng 5.
Vào ngày 14 tháng 6 tại SmackDown, Kane, Bryan, và Randy Orton kết thúc chuỗi bất bại của the Shield trên truyền hình trong trận đồng đội sáu người. Kane thánh thức không thành công Dean Ambrose cho danh hiệu United States Championship ba ngày sau tại Payback và đêm tiếp theo tại Raw.
Vào ngày 8 tháng 7 tại Raw, Kane bị tấn công và chấn thương bởi Wyatt Family trong lần ra mắt đầu tiên, khiến ông bị loại bỏ khỏi trận đấu được lên lịch tại Money in the Bank. Kane trở lại ba tuần sau đó, để thua trước Bryan. Sau trận đấu, ông bị tấn công một lần nữa bởi The Wyatt Family, dẫn đến trận đấu Ring of Fire tại SummerSlam đấu với Bray Wyatt. Kane thua trận đấu, sau sự can thiệp từ Erick Rowan và Luke Harper, và sau các cuộc tấn công khác, ông bị đưa ra khỏi nhà thi đấu bởi The Wyatt Family. Cốt truyện đã được triển khai để cho phép Jacobs có thời gian đóng phim See No Evil 2.

#### The Authority (2013–2015)

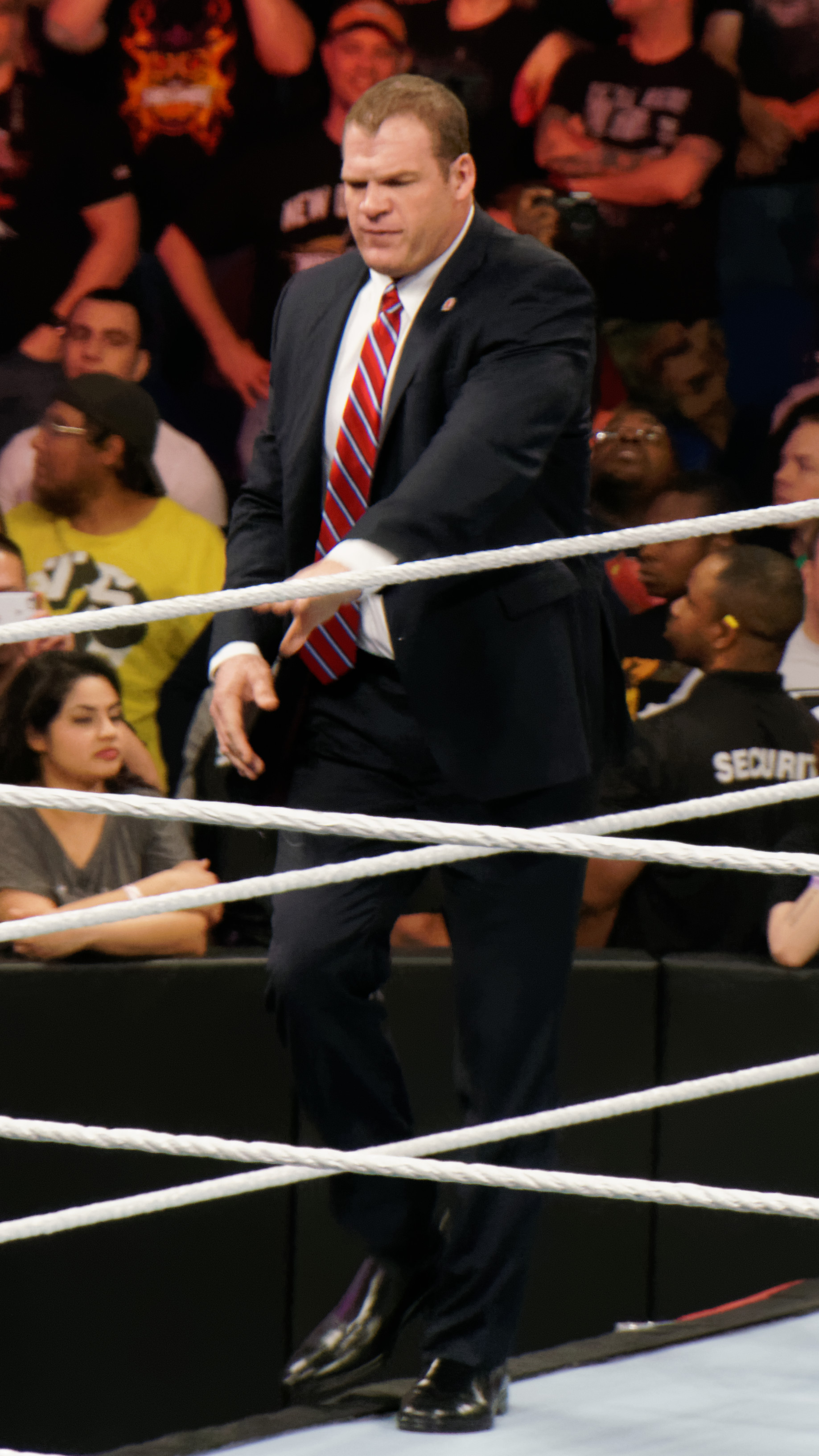
Kane là "Giám đốc điều hành" vào tháng 4 năm 2014

Sau hai tháng gián đoạn, Kane trở lại tại Hell in a Cell vào ngày 27 tháng 10, tấn công cả The Wyatt Family và The Miz. Đêm tiếp theo tại Raw, Kane turn heel một lần nữa khi ông cam kết trung thành với Stephanie McMahon bằng việc đưa cho cô mặt nạ của mình, và củng cố lòng trung thành của mình vào tuần sau bằng việc trở thành thành viên của The Authority. Như một phần của sự thay đổi nhân vật của mình, ông xuất hiện không đeo mặt nạ và mặc bộ đồ cùng cà vạt để phù hợp với tư tưởng đoàn thể của The Authority, và được giao một vai trò hư cấu là "Giám đốc điều hành". Kane tham gia 2014 Royal Rumble, và bị loại bởi CM Punk. Ông lại xuất hiện sau đó trong trận đấu, loại bỏ Punk để thiết lập kỷ lục loại nhiều nhất trong trận đấu the Royal Rumble; tuy nhiên, kỷ lục mười ba năm của ông về loại nhiều người nhất trong trận Rumble bị phá bởi Roman Reigns. Kane sau đó tham gia vào chính mình trong mối thù của The Authority với Daniel Bryan, trong đó bao gồm việc Kane đặt chính mình trong trận đấu với Bryan vào ngày 17 tháng 2 tại Raw và can thiệp vào trận đấu Elimination Chamber giữa Bryan và Randy Orton tại Elimination Chamber.

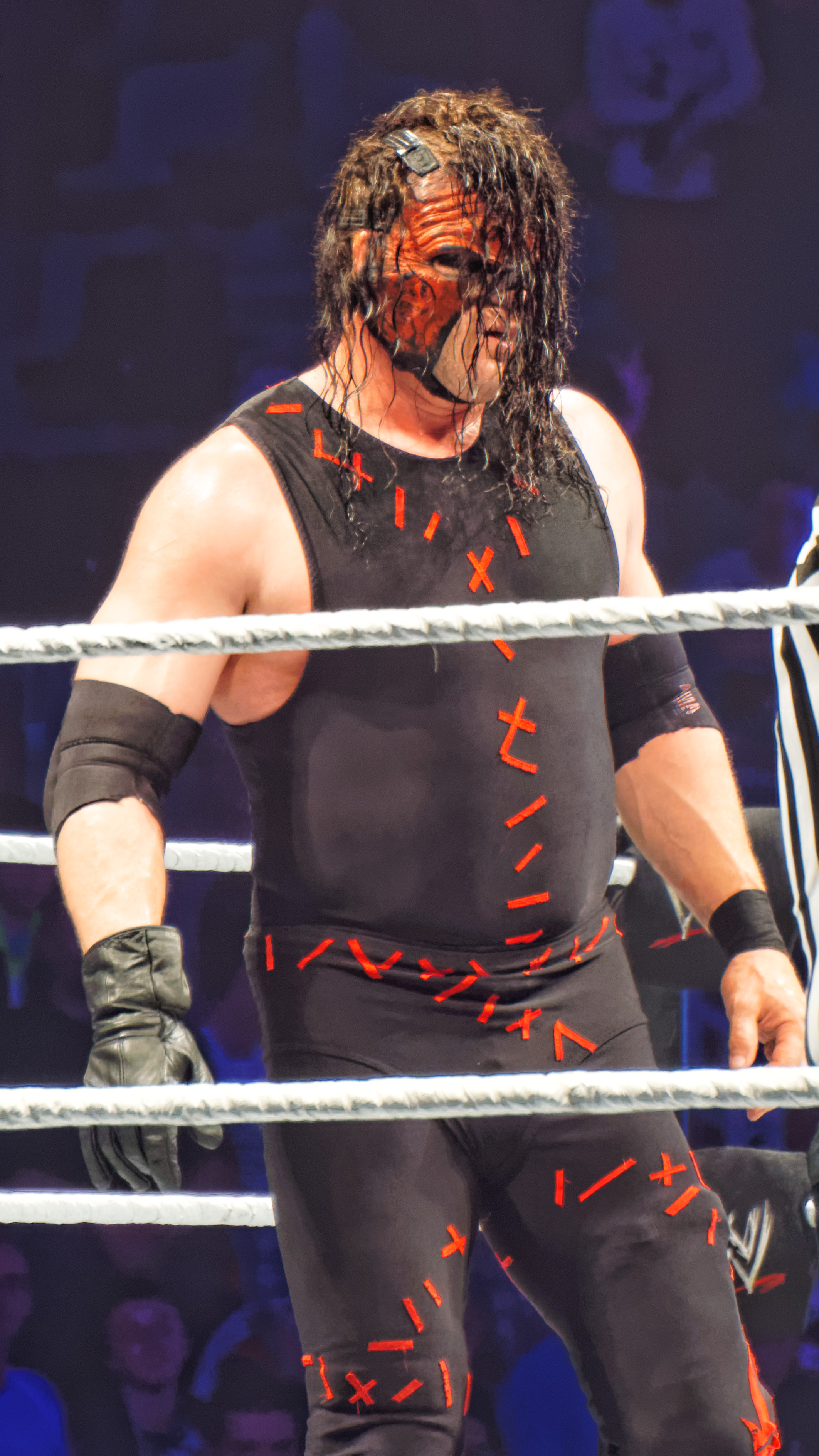
Kane sau khi lần thứ hai anh đeo chiếc mặt nạ vào năm 2014

Sau WrestleMania XXX, sau khi Kane và The New Age Outlaws để thua trước The Shield, Kane bị mắng bởi Stephanie McMahon và nói hãy tìm lại "Big Red Monster" mà ông đã từng là trước đó. Ông lấy mặt nạ của mình cùng tuần đó, tấn công Big Show sau Main Event. Vào ngày 21 tháng 4 tại Raw, Stephanie McMahon công bố Kane là ứng cử viên số một cho danh hiệu WWE World Heavyweight Championship tại Extreme Rules, khiến Kane tấn công nhà vô địch Daniel Bryan và vợ của anh Brie Bella. Kane thua trận đấu tranh danh hiệu của mình trước Bryan tại Extreme Rules. Tại Money in the Bank, Kane giúp Seth Rollins giành Money in the Bank contract của anh, nhưng anh không thành công trong việc giành WWE World Heavyweight Championship trong trận dùng thang đấu với bảy siêu sao khác. Tại Battleground, Kane tham gia trận Fatal 4-Way cho danh hiệu WWE World Heavyweight Championship đấu với John Cena, Randy Orton, và Roman Reigns, nhưng Cena đã giữ lại danh hiệu.
Vào ngày 4 tháng 8 tại Raw, sau khi Kane thua Roman Reigns trong trận Last Man Standing, ông một lần nữa bỏ mặt nạ của mình và đưa nó cho Stephanie McMahon. Tuần tiếp theo tại Raw, Kane tiếp tục vai trò của ông là Giám đốc điều hành của The Authority. Tại Survivor Series, Kane là một phần của Team Authority trong trận đấu tâm điểm, và bị loại bởi Dolph Ziggler, người cuối cùng đem về chiến thắng trận đấu cho Team Cena. Sau Survivor Series, ông bắt đầu thù với Ryback, điều đó dẫn đến trận đấu dùng ghế giữa hai người tại TLC, nơi Ryback giành chiến thắng. Vào ngày 25 tháng 1 năm 2015, tại Royal Rumble, Kane loại bỏ bốn siêu sao, do đó vượt qua kỷ lục loại bỏ nhiều người nhất trong trận đấu Royal Rumble. Tại Fastlane, Kane, Big Show, và Seth Rollins đánh bại Dolph Ziggler, Erick Rowan, và Ryback, sau khi Kane pin Ziggler. Kane tham gia trận Battle Royal tưởng niệm André the Giant năm thứ 2 tại WrestleMania 31, và bị loại bởi Cesaro. Tại Extreme Rules, Kane là "người gác cổng" cho trận đấu lồng thép tranh đai WWE World Heavyweight Championship giữa Seth Rollins và Randy Orton, trong đó Rollins bằng cách thoát khỏi lồng. Tại Payback, Kane bảo đảm vai trò của mình là Giám đốc Điều hành bằng cách giúp Rollins giữ danh hiệu của anh trong trận Fatal 4-Way đấu với Dean Ambrose, Randy Orton, và Roman Reigns. Tại Money in the Bank, Kane tham gia trận Money in the Bank ladder match, mà chiến thắng thuộc về Sheamus. Vào ngày 13 tháng 7 tại Raw, Kane bị chấn thương bởi Brock Lesnar, người đập vỡ mắt cá chân của ông bằng bậc thang thép của võ đài. SAu vụ tấn công, Rollins mắng Kane và đá vào mắt cá chân bị thương của ông.
Kane trở lại tại Night of Champions trong vai "Demon" của ông, ngăn chặn Sheamus cash in hợp đồng Money in the Bank của anh và tấn công Seth Rollins, qua đó turn face. Trong những tuần sau, Kane xuất hiện trong vai cả "Corporate" lẫn "Demon" và tiếp tục mối thù của ông với Rollins, đánh bại anh ta trong trận lumberjack vào ngày 12 tháng 10 tại Raw. "Demon" Kane thua trận tranh đai WWE World Heavyweight Championship của ông trước Rollins tại Hell in a Cell, và theo các thỏa thuận, "Corporate" Kane bị sa thải khỏi vị trí Giám đốc điều hành của ông.
Sau Hell in a Cell, Kane tái hợp với The Undertaker và thù với The Wyatt Family. Tại Survivor Series, The Brothers of Destruction đánh bại Bray Wyatt và Luke Harper trong trận tag team. Ngày 21 tháng 12 tại Raw, Kane đánh bại Bray Wyatt bằng disqualification sau khi bị tấn công bởi các thành viên còn lại của The Wyatt Family. Ngay sau đó, The Wyatt Family đánh bại Kane, The Dudley Boyz, và Tommy Dreamer trong trận tag team tám người. Đêm tiếp theo tại SmackDown, Kane hợp tác với The Dudley Boyz và Ryback để thách đố The Wyatt Family trong một nỗ lực thất bại. Kane tham gia trận đấu 2016 Royal Rumble ở vị trí số 7, và loại R-Truth trước khi bị loại bởi Braun Strowman. Sau Royal Rumble, Kane tiếp tục thù với The Wyatt Family. Tại Fastlane, Kane hợp tác với Big Show và Ryback để đánh bại The Wyatt Family trong trận tag team 6 người. Đêm tiếp theo tại Raw trong trận tái đấu từ Fastlane, the Wyatt Family đánh bại Kane, Big Show và Ryback sau khi Ryback đi ra ngoài.
Vào ngày 21 tháng 3 tại Raw, sau khi giúp Big Show trong sự tấn công bởi The Social Outcasts, nó được công bố rằng Kane sẽ tham gia trận Andre the Giant Memorial Battle Royal tại WrestleMania 32. Ngày 23 tháng 3 tại Main Event, Kane và Big Show đánh bại Social Outcasts. Tại WrestleMania 32, Kane tham gia trận Andre the Giant Memorial Battle Royal nhưng ông là đô vật cuối cùng bị loại bởi người chiến thắng chung cuộc Baron Corbin.

#### Đoàn tụ nhóm (2015-2018)
Kane trở lại vào ngày 13 tháng 6 tại Monday Night Raw trong trang phục Corporate của ông cung cấp dịch vụ của mình cho Shane và Stephanie McMahon. Tuy nhiên, Stephanie tuyên bố ông quá không ổn định. Cuối cùng, Shane đã đồng ý với tuyên bố này. Vào ngày 27 tháng 6 tại RAW, Corporate Kane xuất hiện tại RAW để xin Stephanie điều hành Smackdown. Sau đêm đó, Demon Kane chiến đấu với Miz cho danh hiệu Intercontinental Championship, nhưng thắng qua countout. Vào ngày 19 tháng 7, tại 2016 WWE Draft, Kane được draft sang SmackDown. Tại sự kiện Backlash, Kane đánh bại Bray Wyatt nhưng có sự can thiệp của Randy Orton. Ở Survivor Series, Kane đã đánh bại Luke Harper. Vào ngày 29 tháng 11, Kane tái đấu một lần nữa với Luke Harper và ông giành chiến thắng.

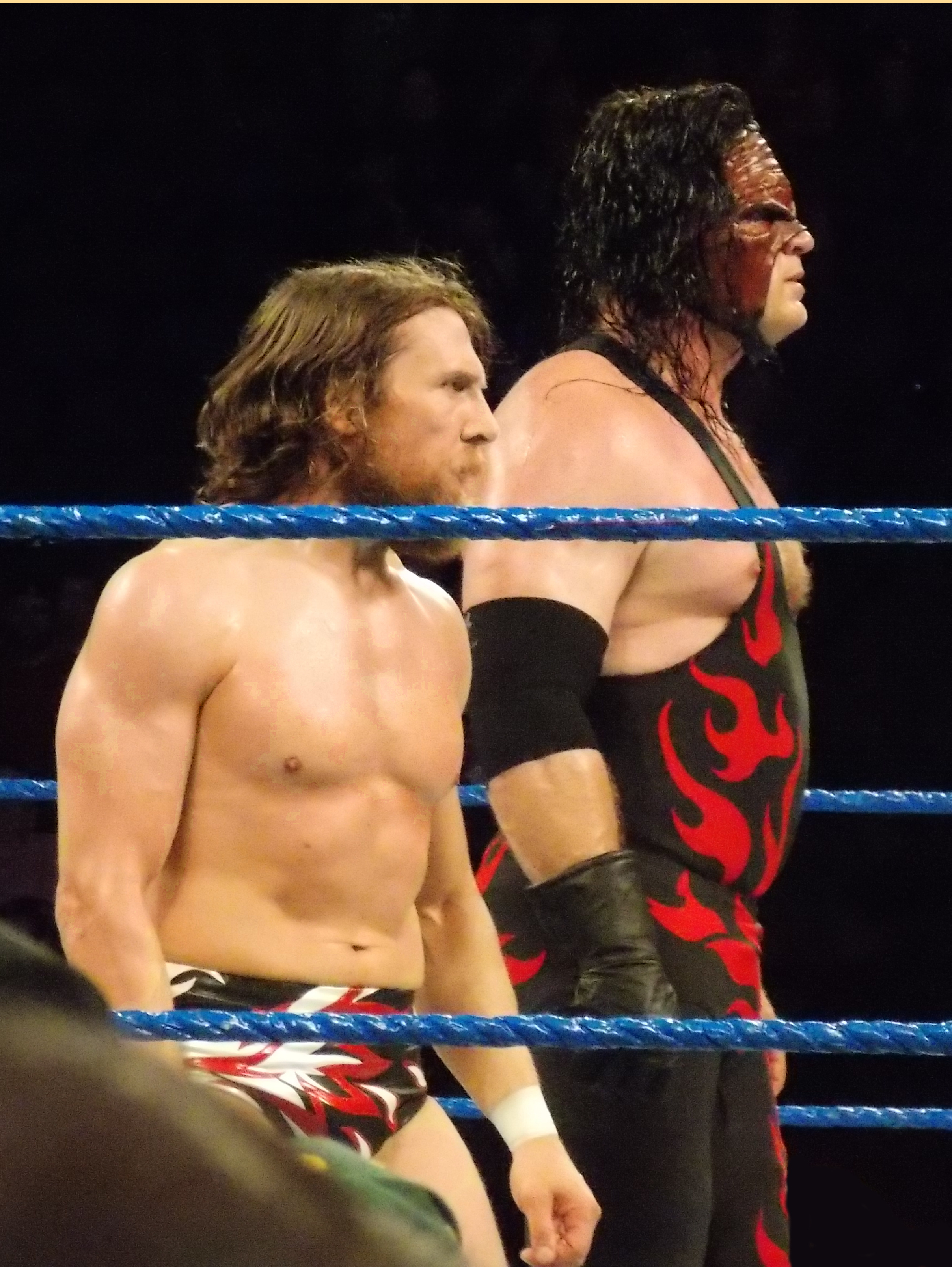
Kane cùng với cựu cộng sự Team Hell No Daniel Bryan vào tháng 7 năm 2018

Đội The Miz muốn một trận đấu với The Shield. Trong hậu trường, khi trả lời phỏng vấn, Dean Ambrose buột miệng nói:"Chúng tôi có thể chấp 3,4 hay thậm chí 5 người". Lợi dụng câu nói này, The Miz đã gặp Tổng giám đốc Raw Kurt Angle thay trận đấu tại TLC thành trận 3 chấp 5. The Miz cũng giới thiệu thành viên thứ 4, Braun Strowman gia nhập đội. Nhưng Kurt Angle không đồng ý, ông gia hạn Braun Strowman sẽ đấu với Roman Reign trong lồng sắt, mà nếu Braun thắng, The Miz sẽ được tại nguyện, còn nếu Braun thua, đó sẽ thành trận 3 đấu 3. The Miz cũng nói không bật mí thành viên thứ 5 nếu Braun thua. Trong trận đấu, Kane đục thủng võ đài chui lên với hình dáng quỷ và Chokeslam Roman giúp Braun thắng. Như vậy, ở TLC là trận đấu 3 chấp 5. The Miz đi ra võ đài và nói Kane chính là thành viên thứ 5. Tại TLC, Kane dùng ghế đập nhầm vào Braun, Braun ẩn Kane ngã xuống võ đài. Sau đó, Braun cũng không may làm Kane bị thương, Kane liền đánh Braun và làm đổ một chồng ghế từ trên cao xuống Braun. Một lúc sau, Braun vẫn gượng dậy và đánh các thành viên trong đội The Miz. The Miz cùng Kane, Sheamus, Ceasaro quẳng Braun vào xe rác. Nhưng họ đã để thua The Shield.
Kane đánh vài trận lẻ tẻ ở Raw, sau đó dính vào mối thù với Braun Strowman. Show Raw 11 tháng 12, Kane đấu với Braun để xác định ứng cử viên tranh đai vô địch Toàn cầu với Brock Lesnar. Nhưng không ai thắng nên Tổng giám đốc của Raw Kurt Angle nói rằng ở Royal Rumble sẽ là trận đấu 3 bên giữa Braun, Kane và Brock. Và tại Royal Rumble, Brock vẫn giữ đai. Show Raw ngay sau Royal, Kane đã thua Braun trong trận đấu không dùng luật phạm quy. Các tuần tiếp theo, John Cena muốn một trận đấu tại Wrestle Mania 34 với The Undertaker. Kane xuất hiện từ phía sau và Chokeslam với John Cena. Đêm tuần sau, John Cena đấu với Kane trong một trận đấu đáng lẽ Kane sẽ không thi đấu và ông để thua Cena khi bị AA lên mặt bàn.
Ở WrestleMania 34, Kane tham gia Andre the Giant Memorial Battle nhưng không thành công.
Vào ngày 26 tháng 6, Kane bất ngờ trở lại Smack Down! và tấn công The Bucheon Brother. Sau đó, Kane đã ôm Daniel Bryan đánh dấu sự trở lại của Team Hell No. Cũng trong đêm đó, Tổng giám đốc Smack Down! Paige đưa ra quyết định Team Hell No vs The Bucheon Brother tại Extreme Rules tranh đai vô địch đồng đội Smack Down. Hai người đã cuộc phỏng vấn vào tuần sau. Tại Extreme Rules, Kane đã bị The Bucheon Brother đánh lén gây chấn thương ở mắt cá chân. Điều này dẫn đến việc Kane sẽ phải dưỡng thương một thời gian.
Show Raw ngày 1 tháng 10, Kane được Undertaker chọn làm người đồng đội hỗ trợ tại Super Show-Down đấu với Triple H đánh dấu sự trở lại của The Brother of Destruction. Ở Super Show-Down, họ đã thua. Sau trận đấu, bốn huyền thoại bắt tay nhau nhưng Kane và Undertaker tấn công Triple H và người đồng đội hỗ trợ Shawn Michaels. Hai người lại tiếp tục đấu tại Crown Jewel. Đó sẽ là một trận đồng đội. Và The Brother of Destruction đã để thua.

#### Xuất hiện ít (2019-nay)
Kane đã lần nữa trở lại sau gần một năm vào ngày 16 tháng 9 năm 2019 trong tập phim Raw, thời gian này sử dụng dưới cái tên Glenn Jacobs, Thị trưởng Hạt Knox. Jacobs đã sử dụng quyền Thị trưởng của mình để giành đai WWE 24/7 Championship từ nhà vô địch trước đó R-Truth trong một chuyến tham quan Neyland Stadium, nhưng khi đến, Jacobs tiết lộ trọng tài và đè đếm R-Truth để có đai vô địch. Sau đó cùng ngày, Jacobs để mất đai vào tay R-Truth sau khi đến đấu trường. Trong suốt khoảnh khắc đóng cửa xe lại, Jacobs tái xuất dưới nhân vật Kane, và đã lưu WWE Universal Championship Seth Rollins từ WWE Raw Tag Team Championship Robert Roode và Dolph Ziggler, và The O.C (AJ Styles, Luke Gallows và Karl Anderson) nhưng ngay sau đó bị tấn công bởi "The Fiend" Bray Wyatt.

## Truyền thông khác

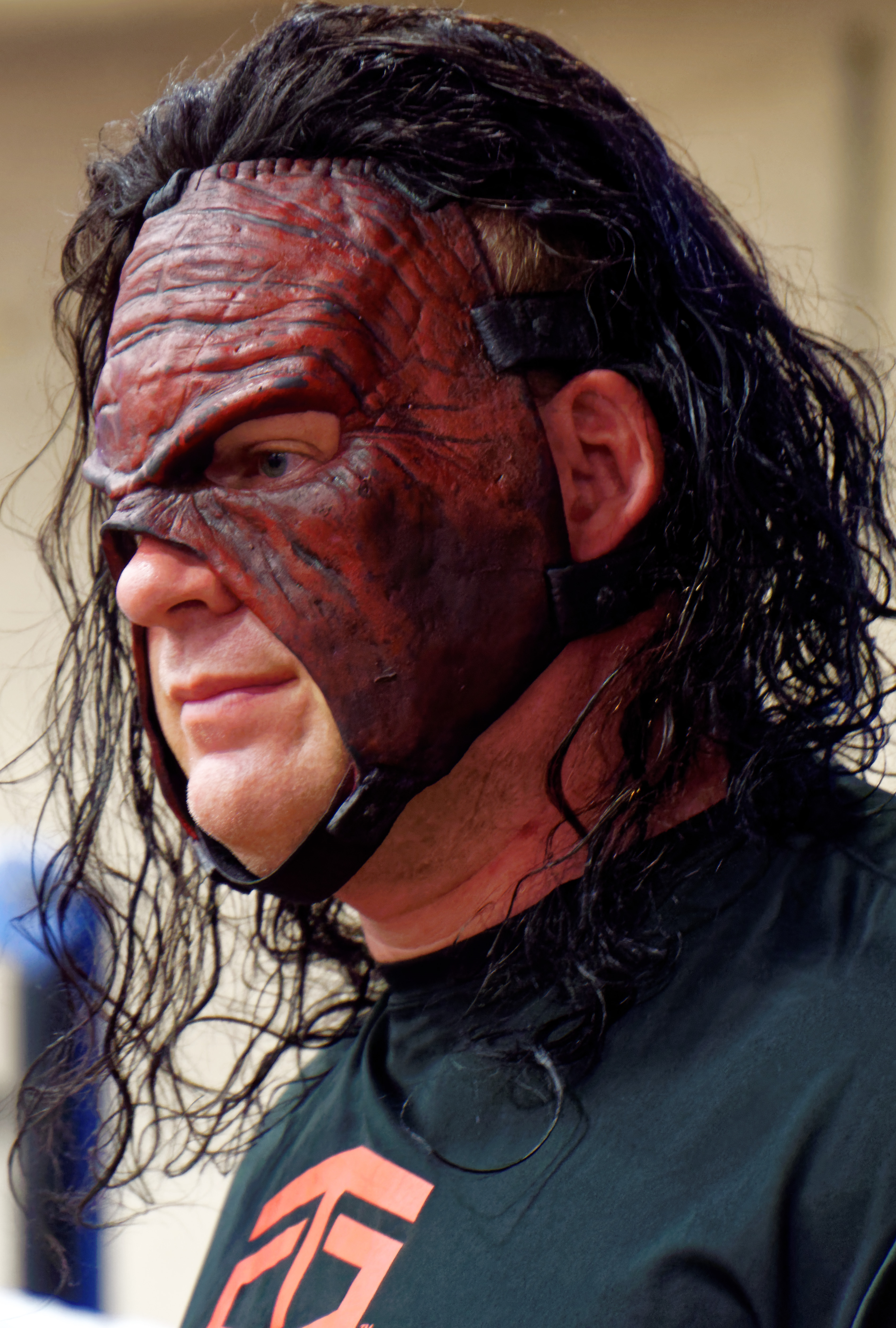
Kane tại WrestleMania 32 Axxess

Jacobs lần đầu đóng phim trong vai "Jacob Goodnight" trong bộ phim đầu tiên của WWE Studios, See No Evil, được công chiếu vào ngày 19 tháng 5 năm 2006. Jacobs cũng xuất hiện trong bộ phim, MacGruber, cùng với đồng nghiệp là các đô vật WWE Montel Vontavious Porter, Chris Jericho, The Great Khali, Mark Henry, và Big Show. See No Evil 2, cũng có sự tham gia của Jacobs, được công bố vào tháng 8 năm 2013 và được công chiếu vào ngày 21 tháng 10 năm 2014.
Kane xuất hiện trong số WWE đặc biệt của The Weakest Link vào tháng 3 năm 2002, và giành chiến thắng bằng việc đánh bại Bubba Ray Dudley ở vòng cuối cùng. Số tiền thưởng được quyên góp cho tổ chức từ thiện được lựa chọn của Jacobs, St. Jude Children's Research Hospital, tại Memphis, Tennessee. Ông cũng xuất hiện trong series Smallville tập phim "Combat" với vai Titan cùng với cựu WWE Diva Ashley Massaro. Tập phim được phát sóng vào ngày 22 tháng 3 năm 2007. Kane cũng quảng cáo cho Chef Boyardee trong đó ông cố gắng ăn khi đang đeo mặt nạ.
Nhân vật Kane được mô tả trong mười bốn vấn đề của cuốn truyện tranh Undertaker được sản xuất bởi Chaos! Comics (nay đã không còn) vào năm 1999. Nhân vật chỉ được nói một lần, trong Undertaker Halloween Special, trong đó gắn vào các vấn đề duy nhất của truyện tranh Mankind được sản xuất bởi cùng công ty. Cuốn sách được viết bởi Michael Chiappetta kể chi tiết về nguồn gốc của Kane có tiêu đề Journey into Darkness: An Unauthorized History of Kane được phát hành vào năm 2005. WWE phát hành một tuyển tập ba đĩa với tựa đề, The Twisted, Disturbed Life of Kane vào ngày 9 tháng 12 năm 2008. DVD bao gồm mối thù lớn nhất và sự ganh đua của Kane trong mười năm đầu tiên của ông.
Jacobs tổ chức một chương trình truyền thanh có tiêu đề The Tiny Political Show dưới bút danh Citizen X từ ngày 16 tháng 3 năm 2007 tới ngày 13 tháng 3 năm 2008. Jacobs cũng chạy một blog có tên là The Adventures of Citizen X tại AdventuresOfCitizenX.com từ năm 2007 ít nhất là cho đến ngày 17 tháng 7 năm 2011, thông qua bản cập nhật mới nhất tại thời điểm đó được lập thực hiện vào ngày 28 tháng 5 đầu năm. Tuy nhiên, ông chạy các trang web sao lưu với lần cập nhật đầu tiên của nó vào ngày 1 tháng 7 năm 2012. Jacobs là một người đóng góp cho LewRockwell.com.
Jacobs và vợ của ông sở hữu một công ty bảo hiểm, The Jacobs Agency, ở Tennessee.
Trong một cuộc phỏng vấn vào tháng 10 năm 2014 được tiến hành với the Pitch, Jacobs tiết lộ rằng ông không có kế hoạch nghỉ hưu khỏi WWE. Jacobs nói "Tôi vẫn đang rất vui, tôi thấy may mắn vì tôi đã không có bất kỳ chấn thương thực sự xấu. Tôi ở trong hình dạng tốt. Tôi vẫn có thể thực hiện ở mức độ cao. Tôi vào trong đó và treo với kẻ chỉ gần bằng một nửa tuổi của tôi. Và, trên thực tế, tôi cảm thấy như họ phải treo với tôi hơn là tôi treo với họ. Vì vậy, chừng nào tôi có thể làm điều đó, tôi tốt với WWE chừng nào tôi đang rất vui và chừng nào mà tôi đang thực hiện ở mức độ có thể chấp nhận được đối với tôi."

## Đóng phim

### Phim
| Năm  | Tiêu đề                          | Vai             |
| ---- | -------------------------------- | --------------- |
| 2006 | See No Evil                      | Jacob Goodnight |
| 2010 | MacGruber                        | Tanker Lutz     |
| 2014 | Scooby-Doo! WrestleMania Mystery | Himself         |
| 2014 | See No Evil 2                    | Jacob Goodnight |
| 2016 | Countdown                        | Lt. Cronin      |

### Chương trình truyền hình
| Năm  | Tiêu đề    | Vai   | Ghi chú                 |
| ---- | ---------- | ----- | ----------------------- |
| 2007 | Smallville | Titan | Mùa 6, tập 17: "Combat" |

### Web series
| Năm       | Tiêu đề                | Vai        | Ghi chú     |
| --------- | ---------------------- | ---------- | ----------- |
| 2013–2015 | The JBL and Renee Show | Chính mình | vai định kì |

## Cuộc sống cá nhân
Jacobs kết hôn với Crystal Maurisa Goins kể từ năm 23 tháng 8 năm 1995. Họ có hai con.

## Sự nghiệp chính trị
Ông cũng tham gia vào các vấn đề chính trị, và công bố quan điểm của mình thông qua blog. Jacobs ủng hộ Ron Paul cho chức Tổng thống vào năm 2008. Ông là thành viên của Free State Project, và phát biểu tại 2009 New Hampshire Liberty Forum của tổ chức. Ông cũng phát biểu tại Ludwig von Mises Institute.
Trong một cuộc phỏng vấn tại chương trình truyền thanh tự do chủ nghĩa của Tom Woods Show, Jacobs đề cập đến Woods, Harry Browne, Ron Paul, John Stossel, Peter Schiff, và Murray Rothbard như những ảnh hưởng chính trị của ông, và nói rằng ông là "theoretically a Rothbardian", nhưng không tin rằng một xã hội không quốc tịch sẽ đạt được trong cuộc đời của mình. Một vài nhóm liên kết Tiệc Trà cố gắng tuyển Jacobs chạy đua vào 2014 Republican U.S. Senate primary ở Tennessee chống lại Sen. Lamar Alexander.
Ngoài đấu vật, Jacobs cũng làm việc như người bán bảo hiểm; ông và vợ sở hữu cơ quan Allstate tại Knoxville, Tennessee. Trong một cuộc phỏng vấn tháng 7 năm 2015 cho Realtor.com, trang web của National Association of Realtors, Jacobs đã chỉ ra rằng nghĩa vụ của vợ chồng để kinh doanh bảo hiểm của họ đã dẫn đến việc họ để đặt nhà tại Jefferson City để bán. Căn nhà đó, được xây vào năm 2005, mất một giờ lái xe từ công ty, và cả Jacobs lẫn vợ ông đều trở nên mệt mỏi khi đi lại.
Vào tháng 5 năm 2016, Jacobs nói rằng ông đang "nghiêm túc xem xét" chạy đua vào Đảng cộng hòa cho chiếc ghế thị trưởng của Knox County vào năm 2018, nhưng sẽ đưa ra quyết định cuối cùng sau cuộc bầu cử tổng thống năm 2016. Vào tháng 3 năm 2017, Jacobs thông báo rằng ông đã chính thức tranh cử cho vị trí thị trưởng của Quận Knox với tư cách là thuộc đảng Cộng hòa. Vào ngày 1 tháng 5 năm 2018, Jacobs thắng cuộc bầu cử sơ bộ của đảng Cộng hòa cho vị trí thị trưởng của Hạt Knox, Tennessee.

## Trong đấu vật
- Chiêu kết thúc
  - Khi là Kane
    - Chokeslam from Hell (Chokeslam)[1][205]
    - Hellfire Powerbomb (Falling powerbomb)[206][207] – 2000–2003
    - Tombstone Piledriver (Kneeling reverse piledriver)[1] (thông qua người anh trong cốt truyện The Undertaker)

  - Khi là Isaac Yankem
    - DDS (DDT)[20]

  - Khi là Diesel
    - Jackknife Powerbomb (Sheer-drop release powerbomb)
- Chiêu đã đăng ký
  - Backbreaker,[208] sometimes transitioned into a submission[209] or preceded by a tilt-a-whirl[209]
  - Big boot[1][209]
  - Clawhold[210] –sử dụng từ cuối năm 2011 tới đầu năm 2012
  - Cradle slam[211]
  - Dropkick[211]
  - Enzuigiri[212]
  - Military press drop,[213] hoặc slam
  - Multiple clothesline variations
    - Corner[214]
    - Diving[1]
    - Short-arm[215]

  - Multiple powerslam variations
    - Front[216]
    - Scoop, thỉnh thoảng thực hiện với một tay[217]
    - Sidewalk[209]

  - Multiple suplex variations
    - Belly to back[1]
    - Reverse[1]
    - Vertical[1]

  - Running DDT[209]
  - Running front dropkick to a seated opponent,[209] usually preceded by a scoop slam[214] or a snapmare[218]
  - Tilt-a-whirl slam[1]
  - Uppercut[219][220][221]/Throat thrust[1][209]
- Quản lý
  - Dutch Mantel
  - Paul Bearer[211]
  - Eddie Gilbert[222]
  - Jim Cornette[223]
  - Chyna[224]
  - Tori[224]
  - Lita[224]
- Biệt danh
  - "The Big Red Machine"[225]
  - "The (Big Red) Monster"[225]
  - "The (Devil's Favorite) Demon"[226][227]
  - "Mr. Money in the Bank"[228][229]
- Nhạc chủ đề
  - Khi là Unabomb
    - "Unholy" bởi Kiss[230]

  - Khi là Isaac Yankem
    - "Root Canal" bởi Jim Johnston (ngày 18 tháng 8 năm 1995 – ngày 12 tháng 9 năm 1996)[231]

  - Khi là Diesel
    - "Diesel Blues" bởi Jim Johnston (ngày 23 tháng 9 năm 1996 – ngày 11 tháng 5 năm 1997)[231]

  - As Kane
    - "Burned" bởi Jim Johnston (ngày 5 tháng 10 năm 1997 – ngày 12 tháng 6 năm 2000)[231]
    - "Out of the Fire" bởi Jim Johnston (ngày 19 tháng 6 năm 2000 – ngày 28 tháng 3 năm 2002)[231]
    - "Slow Chemical" bởi Finger Eleven (ngày 1 tháng 4 năm 2002 – ngày 11 tháng 8 năm 2008)[231]
    - "Man on Fire" bởi Jim Johnston (ngày 18 tháng 8 năm 2008 – ngày 22 tháng 7 năm 2011)[232]
    - "Veil of Fire" bởi Jim Johnston (ngày 12 tháng 12 năm 2011 – hiện tại)[231]

## Các chức vô địch và danh hiệu
- Pro Wrestling Illustrated
  - Feud of the Year (2013) vs. Daniel Bryan[233] Khi là thành viên của The Authority
  - Most Hated Wrestler of the Year (2013)[234] Khi là thành viên của The Authority
  - Tag Team of the Year (1999) với X-Pac[235]
  - Xếp hạng 4 trong top 500 đô vật của năm trong PWI 500 vào năm 2011[236]
- Rolling Stone
  - Most Underappreciated Performer (2015)[237]
- Smoky Mountain Wrestling
  - SMW Tag Team Championship (1 time) – với Al Snow[16]
- United States Wrestling Association
  - USWA Heavyweight Championship (1 lần)[238]
- World Wrestling Federation / World Wrestling Entertainment / WWE
  - WWF Championship (1 lần)[25]
  - World Heavyweight Championship (1 lần)[239]
  - ECW Championship (1 lần)[74]
  - WWF/E Intercontinental Championship (2 lần)[35]
  - WWF Hardcore Championship (1 lần)[34]
  - WWE Tag Team Championship (2 lần) – with Big Show (1)[240] and Daniel Bryan (1)
  - World Tag Team Championship (9 lần) – với Mankind (2), X-Pac (2), The Undertaker (2), The Hurricane (1), Rob Van Dam (1), và Big Show (1)[26]
  - WCW Tag Team Championship (1 lần) – với The Undertaker[36]
  - WWE 24/7 Championship (1 lần)
  - Money in the Bank (SmackDown 2010)[228]
  - Most eliminations in cumulative Royal Rumbles – 19 eliminations[241][242]
  - Bragging Rights Trophy (2009) – với Team SmackDown (Chris Jericho, R-Truth, Matt Hardy, Finlay, và The Hart Dynasty (David Hart Smith và Tyson Kidd)
  - Slammy Award (1 lần)
    - Match of the Year (2014) Team Cena vs. Team Authority tại Survivor Series[243]

  - Eighth Triple Crown Champion
  - Third Grand Slam Champion
- Wrestling Observer Newsletter
  - Most Disgusting Promotional Tactic (2004) Impregnating Lita[244]
  - Most Overrated (2010, 2014, 2015)[244][245][246]
  - Worst Feud of the Year (2002) vs. Triple H[244]
  - Worst Feud of the Year (2003) vs. Shane McMahon[244]
  - Worst Feud of the Year (2004) vs. Matt Hardy và Lita[244]
  - Worst Feud of the Year (2007) vs. Big Daddy V[244]
  - Worst Feud of the Year (2008) vs. Rey Mysterio[244]
  - Worst Feud of the Year (2010) vs. Edge[244]
  - Worst Feud of the Year (2012) vs. John Cena[247]
  - Worst Gimmick (1996) khi là Fake Diesel[244]
  - Worst Worked Match of the Year (2001) với The Undertaker vs. KroniK at Unforgiven[244]

### Luchas de Apuestas record
| Người thắng (cá cược)  | Người thua (cá cược) | Địa điểm                | Sự kiện       | Ngày                | Ghi chú |
| ---------------------- | -------------------- | ----------------------- | ------------- | ------------------- | ------- |
| Kane (mặt nạ)          | Vader (mặt nạ)       | Milwaukee, Wisconsin    | Over the Edge | 31 tháng 5 năm 1998 |         |
| Triple H (nhà vô địch) | Kane (mặt nạ)        | New York City, New York | Raw           | 23 tháng 6 năm 2003 |         |